# Aston Martin V8 (1972)
Der 1972 vorgestellte Aston Martin V8 ist ein Sportwagen des britischen Automobilherstellers Aston Martin, der den weitgehend baugleichen DBS V8 ablöste und bis 1989 in vier Serien produziert wurde. Eine leistungsgesteigerte Version mit der Bezeichnung V8 Vantage kam 1977 auf den Markt, ein Jahr später folgte das Cabriolet V8 Volante und 1986 schließlich der V8 Vantage Volante, der die offene Karosserie mit dem Hochleistungsmotor kombiniert. Kurzzeitig gab es auch eine viertürige Variante. Der namensgebende Achtzylinder-V-Motor war mit Vergasern oder Saugrohreinspritzung in verschiedenen Leistungsstufen erhältlich, die bis zu 322 kW (438 PS) reichten. Aston Martin verwirklichte zahlreiche Sonderversionen, die teilweise auf individuelle Kundenwünsche zurückgingen und in mehreren Fällen zu weiteren Kleinstserien führten. Ein Beispiel dafür ist die vom damaligen britischen Thronfolger Prinz Charles initiierte Prince-of-Wales-Version des Vantage Volante. Im Motorsport wurde das V8 Coupé nur vereinzelt und ausschließlich von privaten Wettbewerbern eingesetzt, allerdings kam sein Achtzylindermotor in den 1980er-Jahren mit Werksunterstützung bei Langstreckensportwagen zum Einsatz. Der V8 erschien 1987 und 2021 als Bond Car in zwei Produktionen der James-Bond-Spielfilmreihe. Alle Karosserie- und Motorisierungsversionen zusammengenommen entstanden in 17 Jahren etwa 2600 Fahrzeuge. Der V8 gehört zu den bedeutendsten Modellen der Marke. Er sicherte die Existenz Aston Martins über mehrere Finanzkrisen und Eigentümerwechsel hinweg. 50 Jahre nach dem Produktionsbeginn zählt der V8 zu den gesuchten Klassikern.

## Überblick: Modellgeschichte

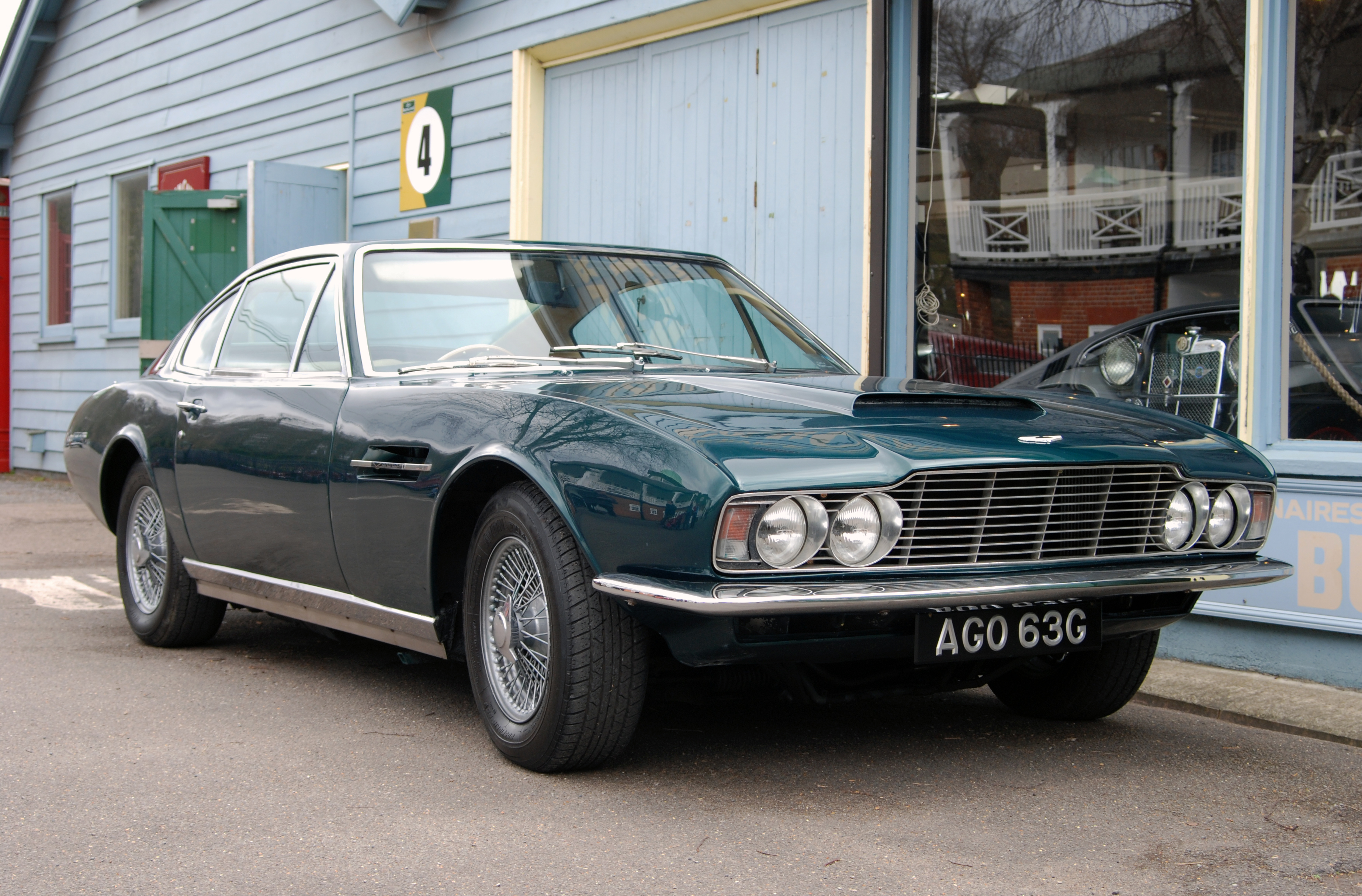
Vorgänger des V8 mit Doppelscheinwerfern: Aston Martin DBS V8

Der Aston Martin V8 ist eine Weiterentwicklung des 1967 vorgestellten Fließheckcoupés DBS, mit dem er technisch und stilistisch in den Grundzügen übereinstimmt. Aston Martin wollte den DBS nach ursprünglichen Planungen von Beginn an mit einem neu konstruierten Achtzylindermotor auf den Markt bringen. Da sich dessen Serienreife allerdings verzögerte, kam der DBS zunächst mit dem gleichen Reihensechszylindermotor in den Verkauf, den auch sein Vorgänger DB6 hatte. Erst 1969 ergänzte der DBS V8 mit dem Achtzylindermotor die Modellpalette.
Nachdem Aston Martin zu Beginn der 1970er-Jahre in wirtschaftliche Schwierigkeiten geraten war, verkaufte der Eigentümer David Brown den Betrieb zum Februar 1972 an den in Birmingham ansässigen, primär im Immobiliensektor tätigen Investor Company Developments. Die neue Leitung ließ die beiden DBS-Modelle in wenigen Wochen stilistisch überarbeiten, was vor allem zu einer neu gestalteten Frontpartie führte. Um den Bruch mit dem vorherigen Management zu dokumentieren, wurden zudem alle Hinweise auf David Brown („DB“) aus den Modellbezeichnungen entfernt. Der DBS V8 wurde daraufhin zum Aston Martin V8, während der weiterhin produzierte DBS mit dem Sechszylindermotor traditionswidrig in Aston Martin Vantage umbenannt wurde. Der Aston Martin V8 und sein sechszylindriges Schwestermodell Vantage wurden am 24. April 1972 der Presse vorgestellt. Während die Produktion des Vantage bereits im Juni 1973 endete, blieb der V8 bis 1989 im Programm und überdauerte mehrere Eigentümerwechsel.
Wegen der Auswirkungen der ersten Ölpreiskrise 1973 gelang es Company Developments nicht, Aston Martin zu konsolidieren. Im Dezember 1974 kam es zur Insolvenz. In den ersten sechs Monaten des Jahres 1975 baute Aston Martin kein einziges Auto; ein Großteil des Personals wechselte zu Rolls-Royce. Erst als im Juni 1975 ein Konsortium aus britischen und nordamerikanischen Geschäftsleuten den Betrieb übernommen und in die Gesellschaft Aston Martin Lagonda (1975) Ltd. überführt hatte, wurde die Produktion schrittweise wieder aufgenommen. 1975 entstanden insgesamt nur 21 Autos, im Jahr darauf wurden wieder dreistellige Produktionszahlen erreicht. Nach und nach entstanden weitere Varianten des V8, zu denen eine Sportversion, ein Cabriolet, eine Limousine und Sonderversionen von Zagato gehörten. Mit ihnen gelang es Victor Gauntlett, seit 1981 Aston Martins Mehrheitseigner, das Unternehmen trotz anhaltender wirtschaftlicher Schwierigkeiten dauerhaft am Markt zu halten. Zwei Jahre nach der Übernahme Aston Martins durch den US-amerikanischen Ford-Konzern debütierte mit dem Virage Ende 1989 ein neu konstruierter Sportwagen, der nach 17-jähriger Produktionszeit den V8 ablöste. Eine weiterentwickelte Version des Virage trug ab 1996 erneut die Bezeichnung Aston Martin V8.

## Marktpositionierung
Der Aston Martin V8 ist ein Sportwagen der Oberklasse. Teilweise wird er den Gran Turismo zugeordnet. In den 1970er-Jahren konkurrierte er unter anderem mit dem Jensen Interceptor, dem Lamborghini Jarama, dem Ferrari 400, dem Bristol 411 und seinem Nachfolger 603 sowie Maseratis Modellen Kyalami und Khamsin.

## Binnendifferenzierung

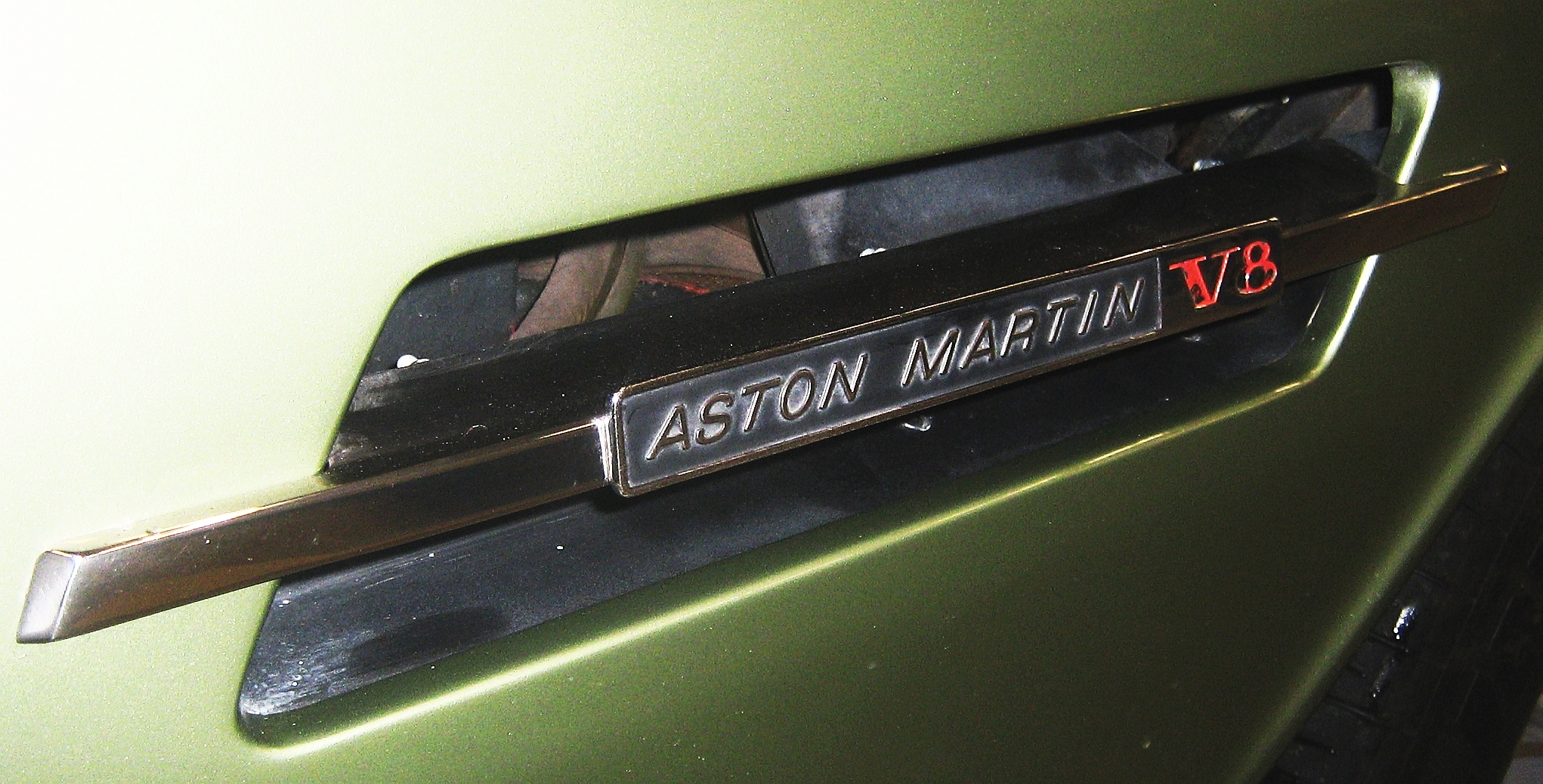
Seitliche Entlüftungsöffnung eines V8 von 1975 (Series 3)

Von den regulären V8 Coupés, den Cabriolets und den V8 Vantages wurden jeweils mehrere Serien gebaut.
Die Binnendifferenzierung bei den Standard-Coupés ist uneinheitlich. Sie werden überwiegend in vier Serien eingeteilt, die den Zeiträumen April 1972 bis Juli 1973, August 1973 bis September 1978, Oktober 1978 bis Januar 1986 und Januar 1986 bis Dezember 1989 zuzuordnen sind. Aston Martin gab den einzelnen Serien keine offiziellen Bezeichnungen. Ein weit verbreitetes Benennungssystem geht auf den britischen Aston Martin Owners Club zurück, der den unter David Browns Ägide produzierten Aston Martin DBS V8 rückblickend als Series 1 bezeichnet. Die 1972 unter Company Developments eingeführte und bis Sommer 1973 produzierte erste Baureihe, die nicht den Zusatz „DBS“ trägt, ist demnach die Series 2; die folgenden Baureihen sind Series 3 (1973 bis 1978), Series 4 (1978 bis 1986) und Series 5 (1986 bis 1989). Diese Zählweise wurde vielfach von der Fachliteratur übernommen. Einige jüngere Veröffentlichungen nutzen sie nicht mehr, ohne dass sie allerdings ein schlüssiges Alternativkonzept anbieten. Die Differenzierungsmethode des Aston Martin Owners Club wird hier bezüglich der Standard-Coupés zugrunde gelegt.
Die V8 Volante lassen sich in zwei Serien (Markteinführung 1978 bis 1985 für die Series 1, 1985 bis Produktionsende für die Series 2) unterteilen. Beim V8 Vantage werden zumeist drei Generationen unterschieden, für die einige Autoren teilweise noch weitere Untergliederungen bilden.

## Technik und Karosserie
Der Aston Martin V8 ist ein zweitüriges, viersitziges Fließheckcoupé mit einer Karosserie, die klassische Sportwagenelemente, aber auch Stylingdetails zeitgenössischer US-amerikanischer Autos aufgreift. Eine offene Variante mit zwei Sitzen und Stufenheck wurde als V8 Volante verkauft. Der V8 hat einen Plattformrahmen aus Stahl, dessen Grundkonzeption von dem Rahmen der Vorgängermodelle DB4, DB5 und DB6 abgeleitet ist und den der V8 unverändert vom DBS übernahm. Mit dem Rahmen sind Stahlstrukturen verschweißt, die die Karosserie tragen. Angetrieben wird der V8 von einem Achtzylinder-V-Motor, der im Laufe der Jahre in zahlreichen Details weiterentwickelt wurde.

### Aufbau: Karosserie und Innenraum

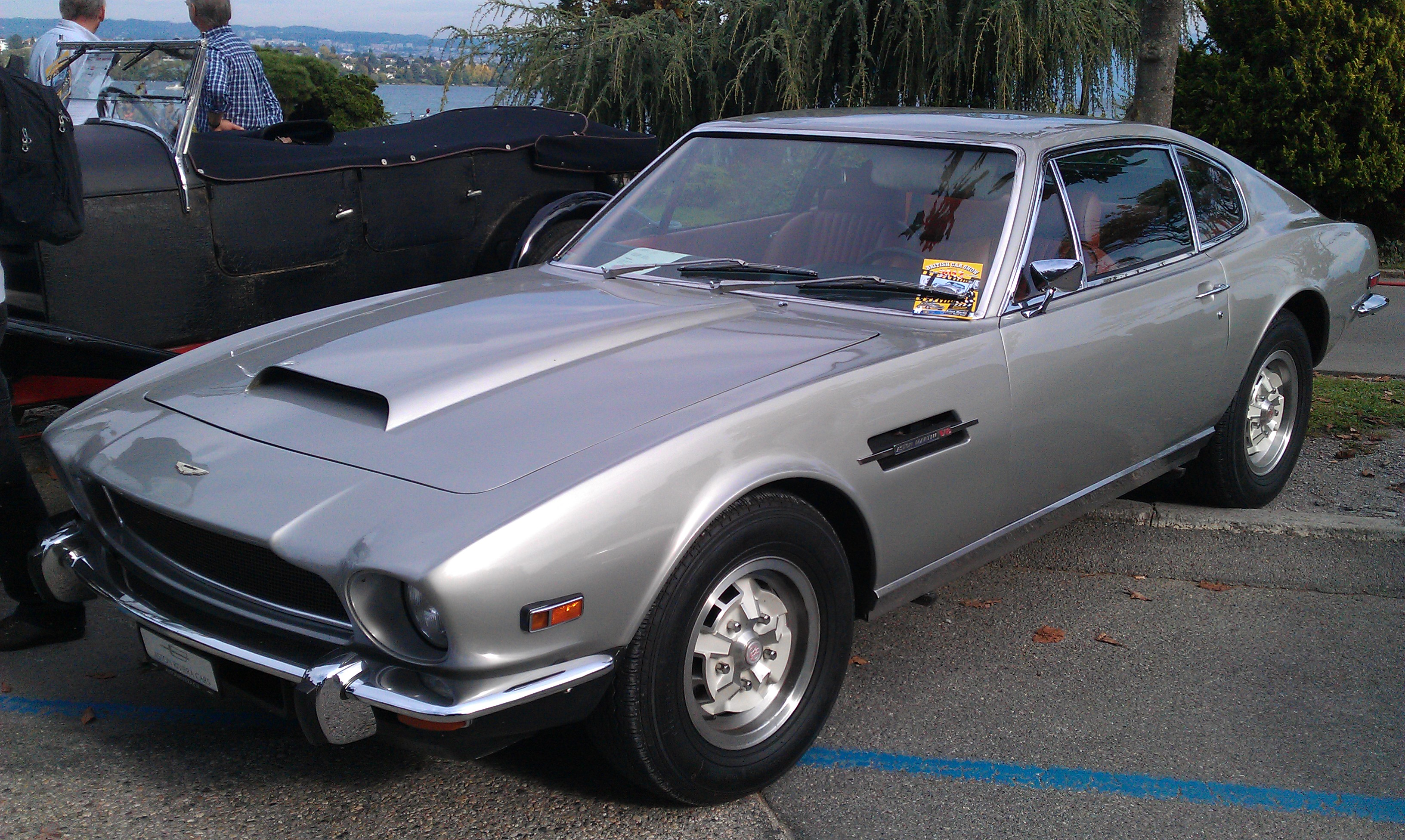
Coke-Bottle-Linie: Aston Martin V8

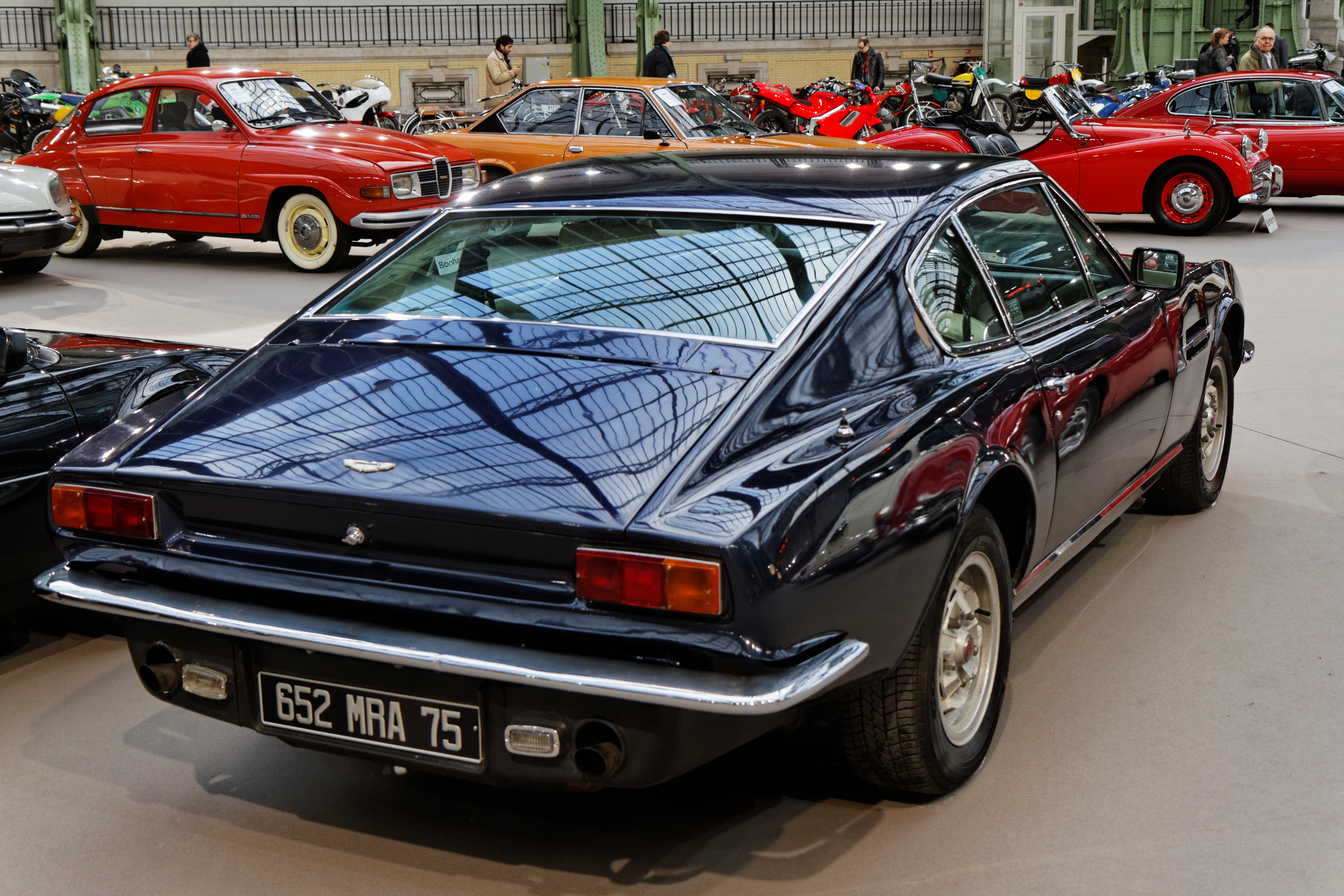
Fließheck mit Abrisskante

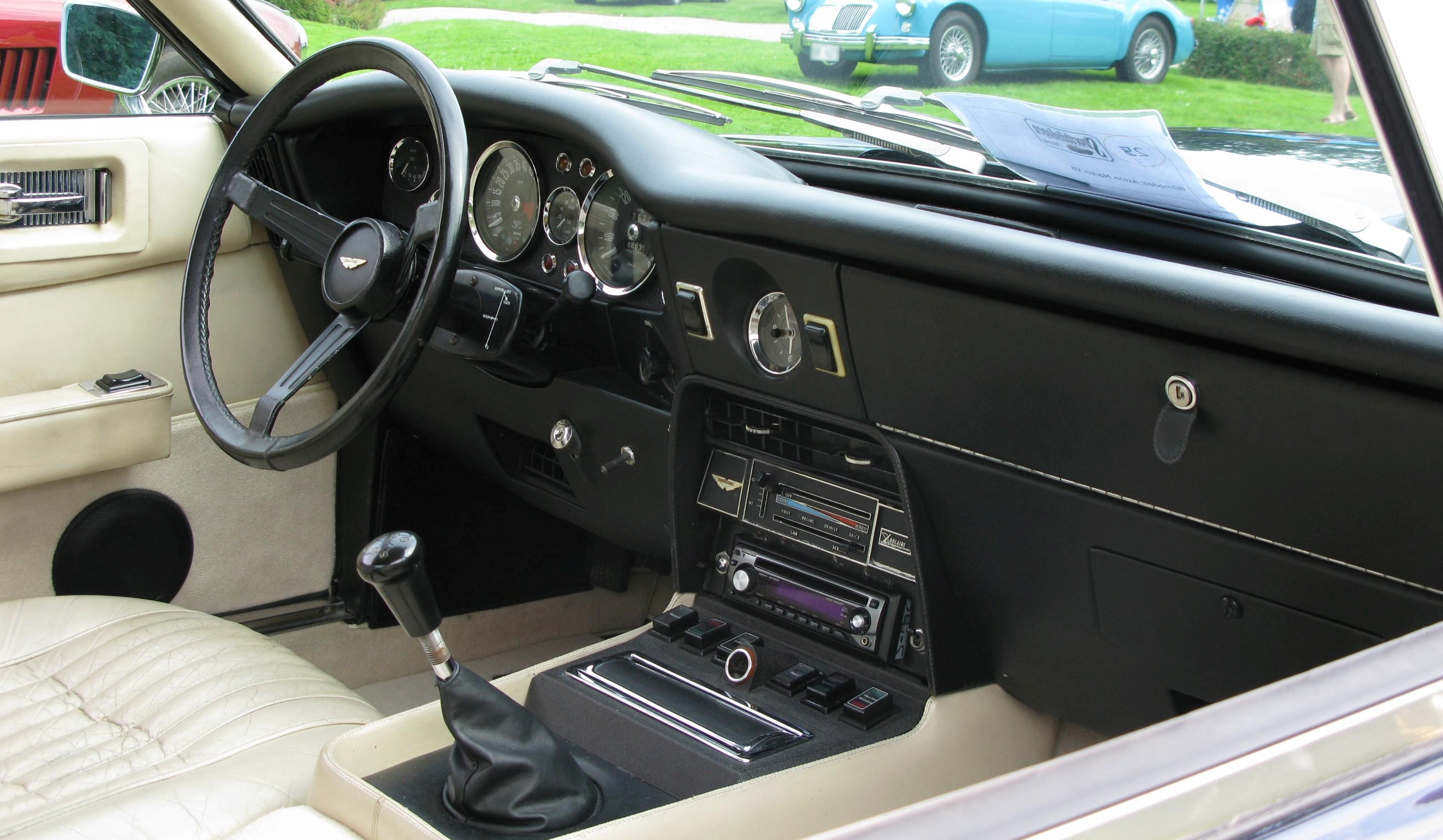
Frühes V8-Interieur (Series 3 von 1973)

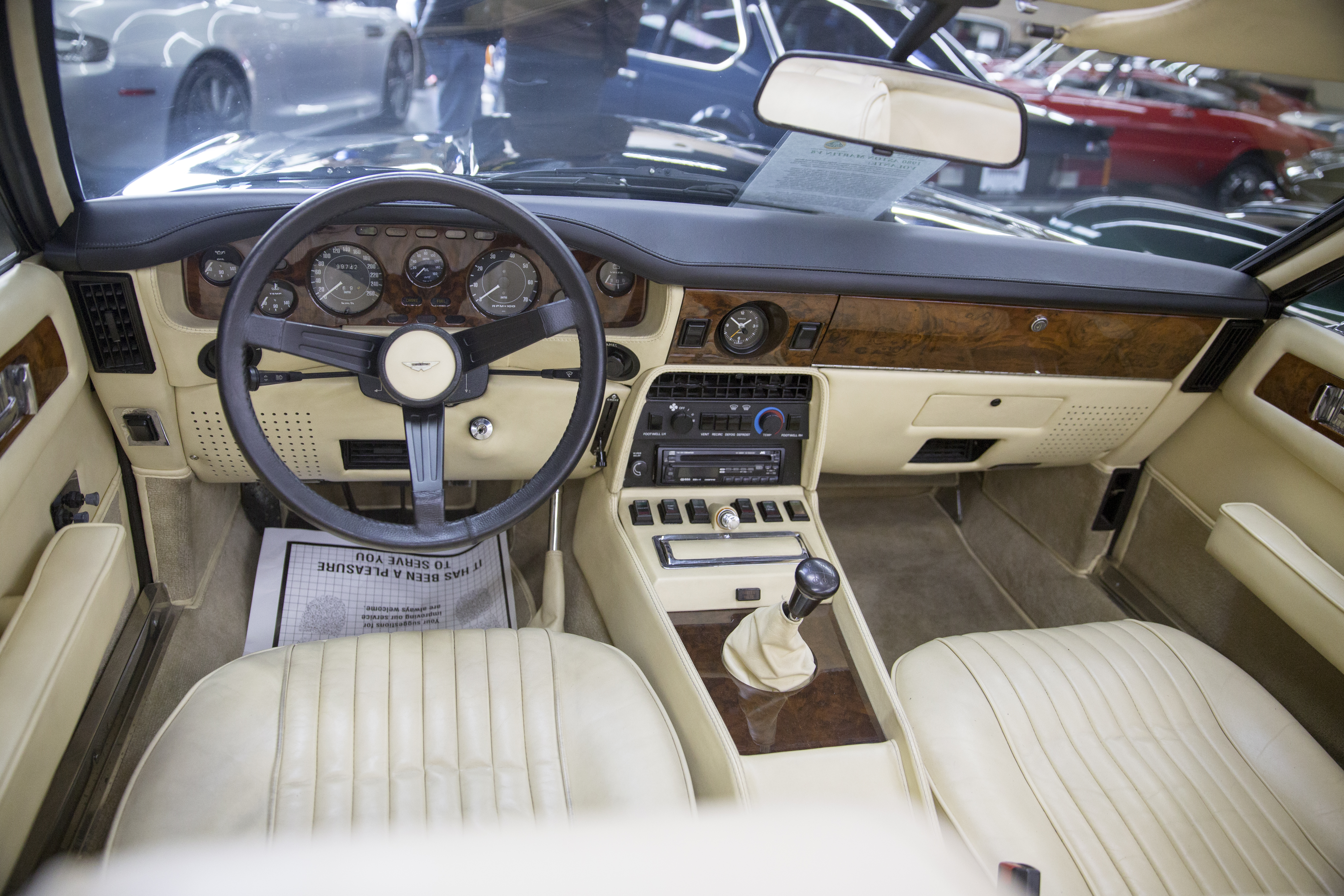
Ab Series 4: mit Holz verkleideter Armaturenträger

Die Karosserie des V8 besteht aus Aluminiumblechen, die bei Aston Martin selbst in Handarbeit auf Holzformen getrieben wurden.

#### Designgeschichte
Die Form der Karosserie geht auf den DBS von 1967 zurück. Sie ist ein Entwurf von William Towns, einem ehemaligen Designer der Rootes Group, der bei Aston Martin vorrangig für die Gestaltung von Sitzen zuständig war. Towns hatte gleichsam nebenher eine viertürige Limousine und ein davon abgeleitetes Fließheckcoupé gestaltet, dem das Management 1966 im Auswahlprozess um die Nachfolge des DB6 den Vorzug gegenüber einem Alternativvorschlag der italienischen Carrozzeria Touring gegeben hatte.
Für den ab 1972 gebauten V8 übernahm Aston Martin die DBS-Karosserie weitestgehend unverändert. Zwar hatte Towns 1971 den DBS-Aufbau im Windkanal getestet und unter Einbeziehung der dort gewonnenen Erkenntnisse einen als MP 231 bezeichneten Entwurf mit geänderter Front, höherer Heckpartie und größerem Kofferraum geschaffen, der einige Autoren an Pietro Fruas AC 428 erinnerte; Company Developments erwog in den ersten Wochen nach der Übernahme Aston Martins auch kurzzeitig, den MP 231 als DBS-Nachfolger auf den Markt zu bringen. Der Entwurf ließ sich aber nicht in kurzer Zeit serienreif machen, sodass er letztlich verworfen wurde. Lediglich die Frontpartie des MP 231 wurde beim V8 verwendet.

#### Beschreibung
Der V8 hat wie der DBS eine lange Motorhaube und eine knapp geschnittene Fahrgastzelle. Diese Proportionen entsprechen dem seit den 1950er-Jahren gängigen Muster für Sportwagen. Die Gestaltung der hinteren Kotflügel folgt der sogenannten Coke-Bottle-Linie; hier ließ sich Towns nach eigenen Worten vom 1966 vorgestellten Chevrolet Camaro inspirieren. Die geradlinig abfallende Dachlinie wird vielfach als Zitat der Fastback-Version des ersten Ford Mustang angesehen.
Das wesentliche äußerliche Unterscheidungsmerkmal zwischen dem DBS und dem V8 ist die Gestaltung der Frontpartie. Während der DBS vier kleine Joddampflampen hat, die zusammen mit den Blinker-Standlichteinheiten des Ford Cortina Mk. II in die Kühlerverkleidung integriert sind, haben alle Versionen des V8, dem Entwurf MP 231 folgend, große runde Einzelscheinwerfer. Die Blinker, die nun vom MGB stammen, sind jeweils unter den Stoßstangen montiert. Aston Martin begründete die Entscheidung für die Einzelscheinwerfer mit einer größeren Lichtausbeute. Außerdem entfielen die seitlichen Entlüftungsöffnungen, die beim DBS in der C-Säule untergebracht waren. Beim V8 Series 2 befinden sie sich unter der Heckscheibe, und bei den späteren Serien sind sie nicht mehr sichtbar. Zu den inneren, von außen nicht wahrnehmbaren Änderungen gegenüber dem DBS gehören der dank geändertem Benzintank größere Kofferraum, sowie eine verbesserte Geräusch- und Wärmedämmung.
Die Form des Armaturenbretts blieb über den gesamten Produktionszeitraum unverändert. Während es bei den Serien 2 und 3 (wie schon beim DBS) weitgehend mit schwarz gefärbtem Leder bezogen war, lieferte Aston Martin ab der Serie 4 (1978) einen mit Wurzelholz verkleideten Instrumententräger, der vier Monate vorher bereits beim Cabriolet Volante eingeführt worden war. Die Sitze waren serienmäßig mit Leder bezogen, das je nach Kundenwunsch von Conolly oder anderen Lieferanten kam; alternativ waren in den Serien 2 und 3 auch Kunstfaserbezüge lieferbar.
Für die V8-Modelle übernahm Aston Martin zahlreiche Anbauteile verschiedener Großserienmodelle. Die Rückleuchten gab es beim Hillman Hunter, einige Anzeiger beim Jaguar E-Type, und einige Schalter und Hebel wurden auch von British Leyland verwendet.

### Motor
Der Aston Martin V8 hat einen Achtzylinder-V-Motor, dessen Grundkonstruktion mit dem Motor des DBS V8 übereinstimmt. Aston Martin hatte ihn ab 1963 unter der Leitung von Tadek Marek entwickelt.

#### Grundkonstruktion
Der Motorblock, die Zylinderköpfe und zahlreiche Anbauteile bestehen aus Aluminiumlegierungen. Der Bankwinkel beträgt 90 Grad. Jede Zylinderreihe hat zwei obenliegende Nockenwellen, die pro Zylinder ein Ein- und ein Auslassventil steuern. Die Dimensionen des Motorblocks waren so bemessen, dass Hubräume von 4,6 bis 5,4 Litern leicht erreichbar waren. Während Marek anfänglich unter Verweis auf den AC Cobra und den frühen Ford Mustang einen Hubraum von weniger als 5,0 Litern favorisiert hatte, entschied sich das Management mit Blick auf den nordamerikanischen Markt für die Serienproduktion letztlich für 5,3 Liter (5341 cm³; Bohrung × Hub: 100 × 85 mm), weil Chrysler, Ford und General Motors ähnlich große Motoren für ihre Sportwagen im Programm hatten. Diesen Hubraum behielt das Werk bis zur Produktionseinstellung 1989 bei. Allerdings boten einige Tuner wie R.S. Williams in den 1980er-Jahren überarbeitete Versionen mit bis zu 7,0 Liter Hubraum an.

#### Entwicklungsstufen der Standard-Coupés und des Volante
Die Grundkonstruktion des Motors blieb während der gesamten Produktionszeit des V8 unverändert, allerdings modifizierte Aston Martin im Laufe der Jahre wiederholt Details wie die Gemischaufbereitung, wobei in der Folge auch die Motorleistung variierte. Genaue Leistungswerte veröffentlichte Aston Martin nicht, abgesehen von denen der letzten Baureihe, für die 227 kW (309 PS; 305 bhp) genannt wurden. Die Angaben in der Literatur beruhen deshalb vielfach auf Schätzungen und sind nicht einheitlich. Die Leistungsspanne bei den Standardmodellen reicht ungefähr von 208 kW (283 PS; 280 bhp) bis 239 kW (325 PS; 320 bhp). Die Bezeichnung der Motoren orientiert sich teilweise am Hubraum, teilweise am Erscheinungsjahr. Die ersten Varianten werden als V 540 bezeichnet (für 5,4 Liter Hubraum), spätere Varianten als V 580 (5 Liter Hubraum, 1980 eingeführt) bzw. als V 585 (5 Liter Hubraum, 1985 eingeführt).
- V 540 mit Saugrohreinspritzung (1972 bis 1973): Die Series 2 des Standard-Coupés hat den gleichen Motor, der schon im DBS V8 zum Einsatz kam. Hier wie dort ist der V-540-Motor mit einer Mehrpunkt-Saugrohreinspritzung ausgestattet. Sie arbeitet mit einer mechanisch von der Kurbelwelle angetriebenen Acht-Stempel-Reiheneinspritzpumpe[16] von Bosch (Typ PES 8KL[25]). Einer Quelle zufolge hatte Aston Martin geplant, den V8 von Beginn an mit Vergasern auszustatten; weil aber die „Vergaser nicht pünktlich verfügbar gewesen“ seien,[45] habe sich die Notwendigkeit ergeben, bei der Series 2 (April 1972 bis August 1973) die mechanische Saugrohreinspritzung des DBS zunächst weiterzuverwenden. Die Benzineinspritzung bereitete im Alltagsbetrieb „viele Probleme“[25][46][47] und konnte laut Aston Martin nicht so abgestimmt werden, dass der V8 die US-amerikanischen Abgasvorschriften einhielt.[23] Einer Quelle zufolge habe die Einstellung der Einspritzanlage länger gedauert als der Aufbau des gesamten Motors.[48] Die Bosch-Einspritzung war nach Ansicht von Kritikern für einen spürbaren Mangel an Drehmoment im unteren und mittleren Drehzahlbereich verantwortlich.[49] Die Nennleistung des Motors lag nach Schätzungen bei 239 kW (325 PS; 320 bhp),[34][43] andere gehen von 232 kW (315 PS; 311 bhp)[50] oder 276 kW (375 PS; 370 bhp)[51] aus.

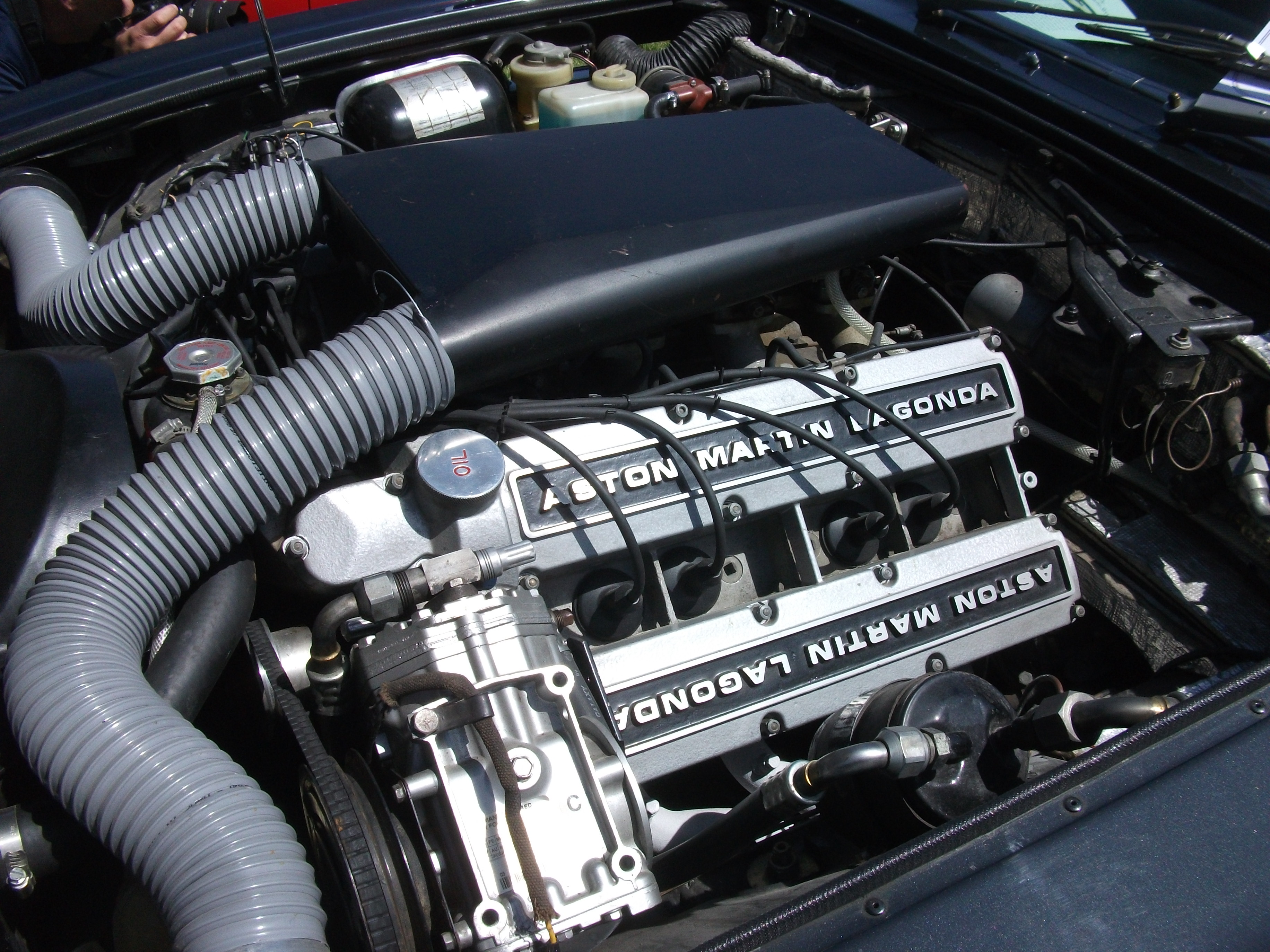
Mit vier Doppelvergasern: V-540-Motor aus dem Aston Martin V8 Series 3

- V 540 mit Vergasern (1973 bis 1980): Mit der Einführung der Series 3 im Juli 1973 ersetzte Aston Martin beim V 540 die Saugrohreinspritzung von Bosch durch vier Doppel-Fallstromvergaser von Weber (Tp 42 DNCF).[52] Aston Martin führte den Wechsel auf Praktikabilitätsgründe zurück: Die Weber-Vergaser seien zuverlässiger als die Benzineinspritzung gewesen, und die Vergaserautos seien besser zu fahren.[53] In der Literatur halten sich allerdings Vermutungen, dass Aston Martin die Gemischaufbereitung vor allem aus finanziellen Gründen umstellte: Die Weber-Vergaser seien deutlich günstiger gewesen als die Bosch-Anlage.[23][54] Der Wechsel auf Weber-Vergaser führte zu einer Reduzierung der Motorleistung. Die meisten Quellen gehen davon aus, dass sie anfänglich bei 208 kW (283 PS; 280 bhp) lag[52] und 1977 auf 224 kW (305 PS; 300 bhp) angehoben wurde.[55] 
Bereits seit Ende 1976 eröffnete Aston Martin für die Series-3-Coupés die Möglichkeit einer Leistungssteigerung in zwei Stufen. Zur Wahl standen die Stage 1 mit 224 kW (305 PS; 300 bhp) und die Stage 2 mit 279 kW (380 PS; 375 bhp). Anfänglich war geplant, für beide Leistungsstufen jeweils ein Tuningkit anzubieten, mit dem Aston Martins Works Service auf Kundenwunsch nachträglich reguläre V8-Coupés modifizieren sollte. Weil aber die Nachfrage schon im Vorfeld unerwartet hoch war, entschied sich Aston Martin dafür, die Stage-1-Version ab Februar 1977 zur Standardmotorisierung zu machen, sodass der durch die Umstellung auf Vergaser eingetretene Leistungsverlust im Vergleich zur Series 2 wieder wettgemacht war. Der noch stärkere Stage-2-Motor wurde sodann zur Grundlage einer neuen Modellreihe, die unter der Bezeichnung Aston Martin V8 Vantage ab Sommer 1977 als weiteres Serienmodell neben dem Standard-Coupé erhältlich war.[56][57][58] 
In dieser Ausführung wurde der V8-Motor ab Oktober 1978 auch in die Coupés der Series 4 („Oscar India“) eingebaut; dort war sie bis Herbst 1980 die Standardmotorisierung. Einigen Quellen zufolge wurde die Motorleistung leicht auf 231 kW (314 PS; 310 bhp) angehoben; nach den Messungen des TÜV lag sie bei 224 kW (304 PS).
- V 580 (1980 bis 1986): Im Laufe des Jahres 1980 führte Aston Martin eine überarbeitete Motorversion ein, die als V 580 bezeichnet wird.[59] Mit ihr bezweckte das Unternehmen in erster Linie Standardisierungen der Antriebstechnik:[60][61] Der Motor des V8 erhielt die gleichen Kolben wie der V8 Vantage, während die Nockenwelle und die Ventile an die beim Lagonda verwendeten Komponenten angeglichen wurden. Aston Martin änderte die Ventilsteuerzeiten, die Kalibrierung der Vergaser sowie die Verdichtung (9,5 : 1 statt 9,1 : 1).[21] Auf die Motorleistung wirkten sich diese Veränderungen nicht aus,[62] allerdings führten sie zu einer Erhöhung des Motorwirkungsgrades und damit einer Verringerung des Treibstoffverbrauchs: Einer Quelle zufolge war nun bei normaler Fahrweise ein Verbrauch von 16,5 Liter auf 100 km erreichbar.[21]

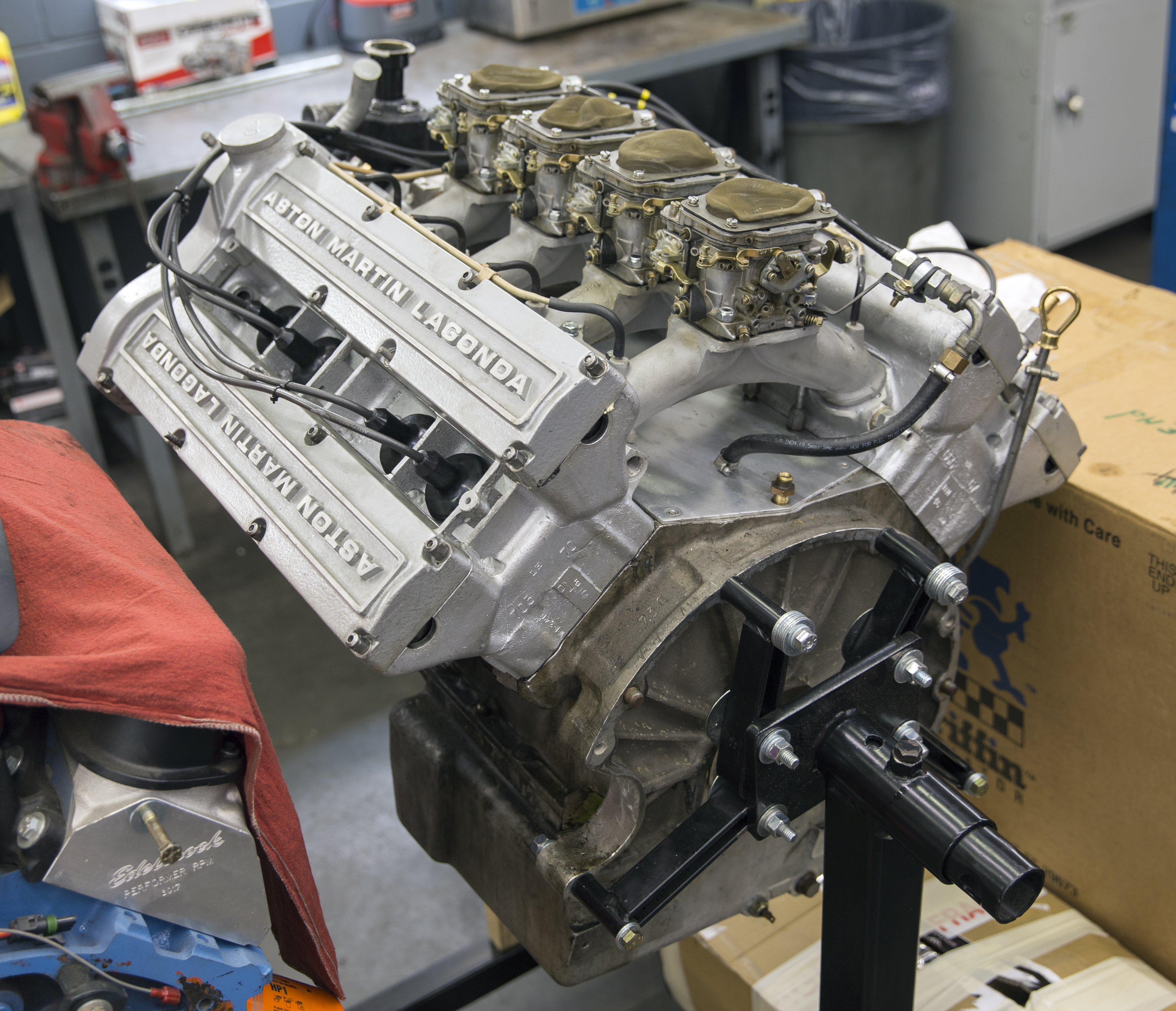
Mit Benzineinspritzung: V-585-Motor

- V 585 (1986 bis 1989): Die Series 5 Aston Martin V8 und die zweite Serie des Volante haben einen grundlegend überarbeiteten Motor. Der nun V 585 genannte Achtzylinder hat eine elektronisch geregelte Saugrohreinspritzung von Weber-Marelli, die hier erstmals in einem außerhalb Italiens produzierten Serienfahrzeug eingesetzt wurde.[63] Aston Martin gab beim Series 5 erstmals seit Produktionsbeginn des V8 die Motorleistung an;[64] der veröffentlichte Wert lag bei 227 kW (309 PS; 305 bhp).[65] Der V-585-Motor wurde zeitgleich auch im Cabriolet Volante eingeführt, nicht aber im V8 Vantage, der den Vergasermotor bis zur Produktionseinstellung beibehielt.

#### Die Vantage-Motoren
Für den V8 Vantage wurde der 5341 cm³ große Achtzylinder-V-Motor stark überarbeitet. Bis 1980 waren die Vantage-Motoren von den Achtzylindern der Baureihe V 540 abgeleitet, von 1980 bis Anfang 1986 vom V 580. Im Vantage sind die Motoren mit größeren Ein- und Auslassventilen (Durchmesser 2,1 Zoll), einer überarbeiteten Nockenwelle mit geänderten Steuerzeiten, Cosworth-Kolben und größeren Weber-Vergasern (Typ 48 IDFD2/100) ausgestattet. Eine Benzineinspritzung gab es nicht. Nach Messungen des TÜV beträgt die Motorleistung früher V8 Vantages 279 kW (380 PS; 375 bhp). Ab Januar 1986 kam eine nochmals überarbeitete Version mit der Bezeichnung V 580X zum Einsatz. Bei ihr beträgt die Motorleistung etwa 305 kW (417 PS; 410 bhp), wahlweise war über den Works Service auch ein 322 kW (438 PS; 432 bhp) starker Motor (Big Bore) erhältlich.

#### Besonderheiten für Nordamerika und Japan
Aston Martins Achtzylindermotor konnte anfänglich weder an die US-amerikanischen noch an die japanischen Abgasnormen angepasst werden. Die fehlenden Umsätze auf diesen Märkten verschärften die wirtschaftliche Schieflage Aston Martins zu Beginn der 1970er-Jahre erheblich. Aston Martin erwog deshalb 1972, für Länder mit besonders strengen Emissionsschutzwerten die V8s mit abgasgereinigten Großserienmotoren amerikanischer Hersteller auszustatten, wie es auch Bristol, Jensen und einige andere Konkurrenten taten. Zu Testzwecken wurde daraufhin ein Chrysler-Achtzylinder-V-Motor aus dem Imperial in einen DBS eingebaut und erprobt. Noch 1972 gab Aston Martin die Idee eines solchen Hybriden auf.
Erst 1974 erreichte der Aston-Martin-Motor Abgaswerte, die den amerikanischen Vorgaben entsprachen. Damit verbunden war unter anderem eine Absenkung des Verdichtungsverhältnisses auf 8,3 : 1, bei späteren Versionen auf 8,0 : 1, damit sie beim Betrieb mit niederoktanigem TEL-freien Benzin, das in den 1970er-Jahren für den Abgaskatalysator unabdingbar war, nicht zu klingeln begannen. Die Eingriffe führten zu erheblichen Leistungseinbußen. In den meisten US-Bundesstaaten betrug die Motorleistung der abgasgereinigten Version 194 kW (263 PS; 260 bhp). Für Kalifornien, wo noch strengere Abgasbestimmungen galten, war eine besondere Variante mit lediglich 149 kW (202 PS; 200 bhp) vorgesehen. Der hoch getunte V8 Vantage konnte zu keiner Zeit an die amerikanischen Abgasbestimmungen angepasst werden und ließ sich in den USA gar nicht verkaufen. Aston Martin half hier stattdessen mit Cosmetic Vantages aus, Autos, die wie Vantages aussahen, aber den Standardmotor hatten.

### Getriebe
Die Standard-Coupés und die Cabriolets haben wahlweise eine Dreistufenautomatik von Chrysler (TorqueFlite) oder ein handgeschaltetes Fünfganggetriebe von ZF, in den Vantage-Modellen hingegen war ausschließlich das manuelle Getriebe erhältlich. Die TorqueFlite war in allen Serien des Standard-Coupés das deutlich häufiger bestellte Getriebe. Sie kostete Aston Martin im Einkauf 150 £ pro Stück, ein Zehntel des Preises eines ZF-Getriebes. In einzelnen Jahren (1979 bis 1985) konnten die Kunden das ZF-Getriebe zum gleichen Preis erhalten wie die Automatik, zumeist war es aber eine aufpreispflichtige Sonderausstattung. Das Differenzialgetriebe wurde von Salisbury zugeliefert.

### Fahrwerk
Das Vorderachsprinzip des V8 mit Einzelradaufhängung entspricht konzeptionell dem der Modelle DB4 bis DBS. Die Vorderachse ist eine Doppelquerlenkerachse mit Schraubenfedern, Teleskopstoßdämpfern und einem Stabilisator. Hinten hat der V8 eine De-Dion-Achse mit Längslenkern, einem Wattgestänge und Schraubenfedern. Die Grundkonzeption blieb während der gesamten Bauzeit gleich, allerdings gab es im Laufe der Jahre einige Verbesserungen. So stellte Aston Martin die laufende Series 3 im Frühjahr 1977 auf vordere und hintere Stoßdämpfer von Koni um. An allen vier Rädern finden sich hydraulisch betätigte Scheibenbremsen.

## Die Standard-Coupés

### Series 2: Aston Martin V8

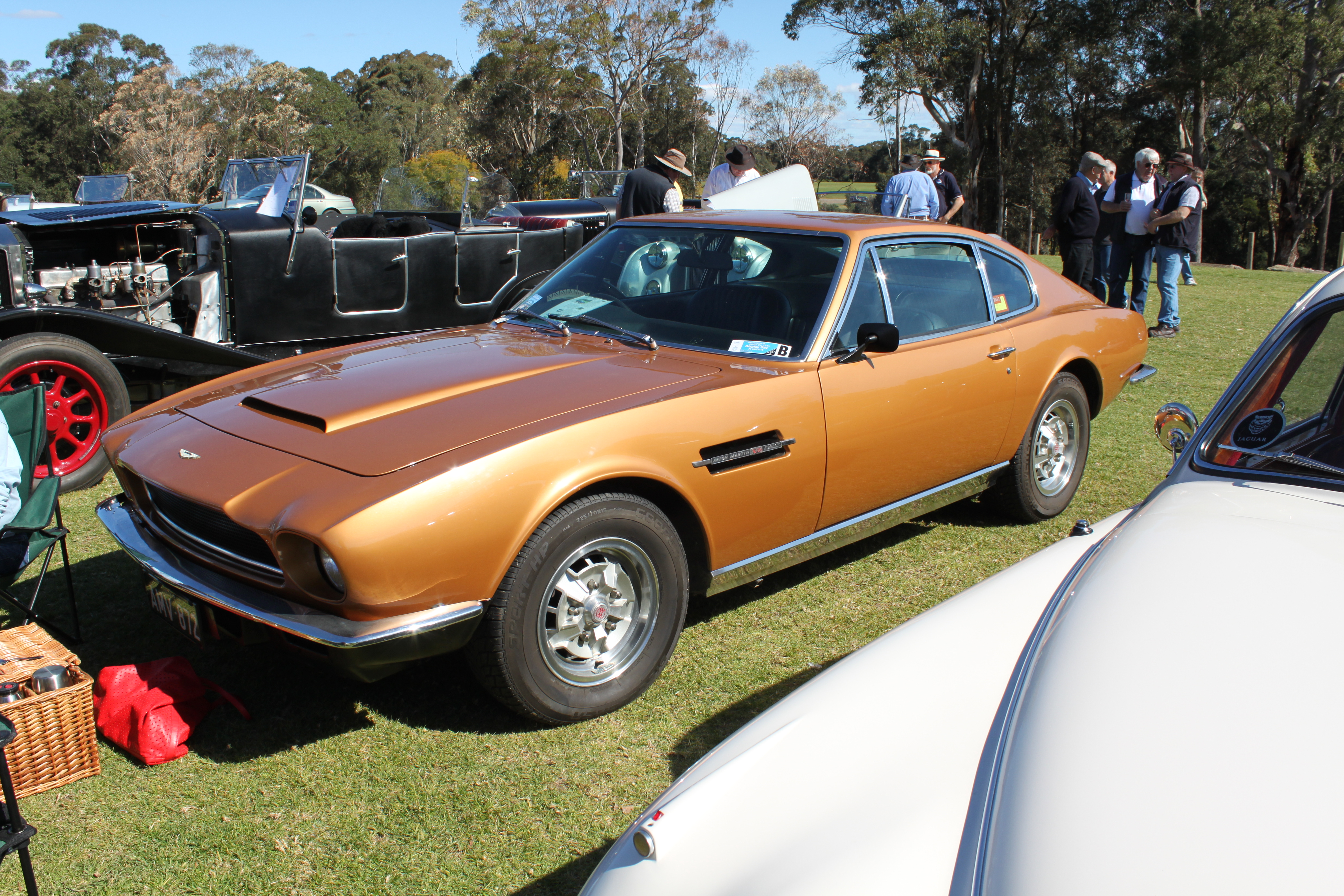
Aston Martin V8 Series 2

Das erste Aston-Martin-Modell, das die Bezeichnung V8 ohne den Zusatz DBS trägt, erschien im April 1972 und blieb bis Juli 1973 im Programm. Die vielfach als Series 2 bezeichnete Baureihe hat den etwa 239 kW (325 PS; 320 bhp) starken V-540-Motor mit einer Benzineinspritzung von Bosch. Diese Baureihe ist an einem breiten, flachen Lufteinlass auf der Motorhaube zu erkennen, dessen Ausmaße mit dem des DBS V8 übereinstimmen. Die Höchstgeschwindigkeit des Series-2-Coupés gab das Werk mit 270 km/h an; die deutsche Fachzeitschrift Auto Motor und Sport maß dagegen lediglich 241,7 km/h. Der Verkaufspreis für den Series 2 lag 1972 bei 8.749 £ inklusive Steuern.
Von der Series 2 entstanden 288 Fahrzeuge. Der Verkauf der Autos in den USA war wegen ihrer hohen Emissionswerte ausgeschlossen.

### Series 3: Aston Martin V8

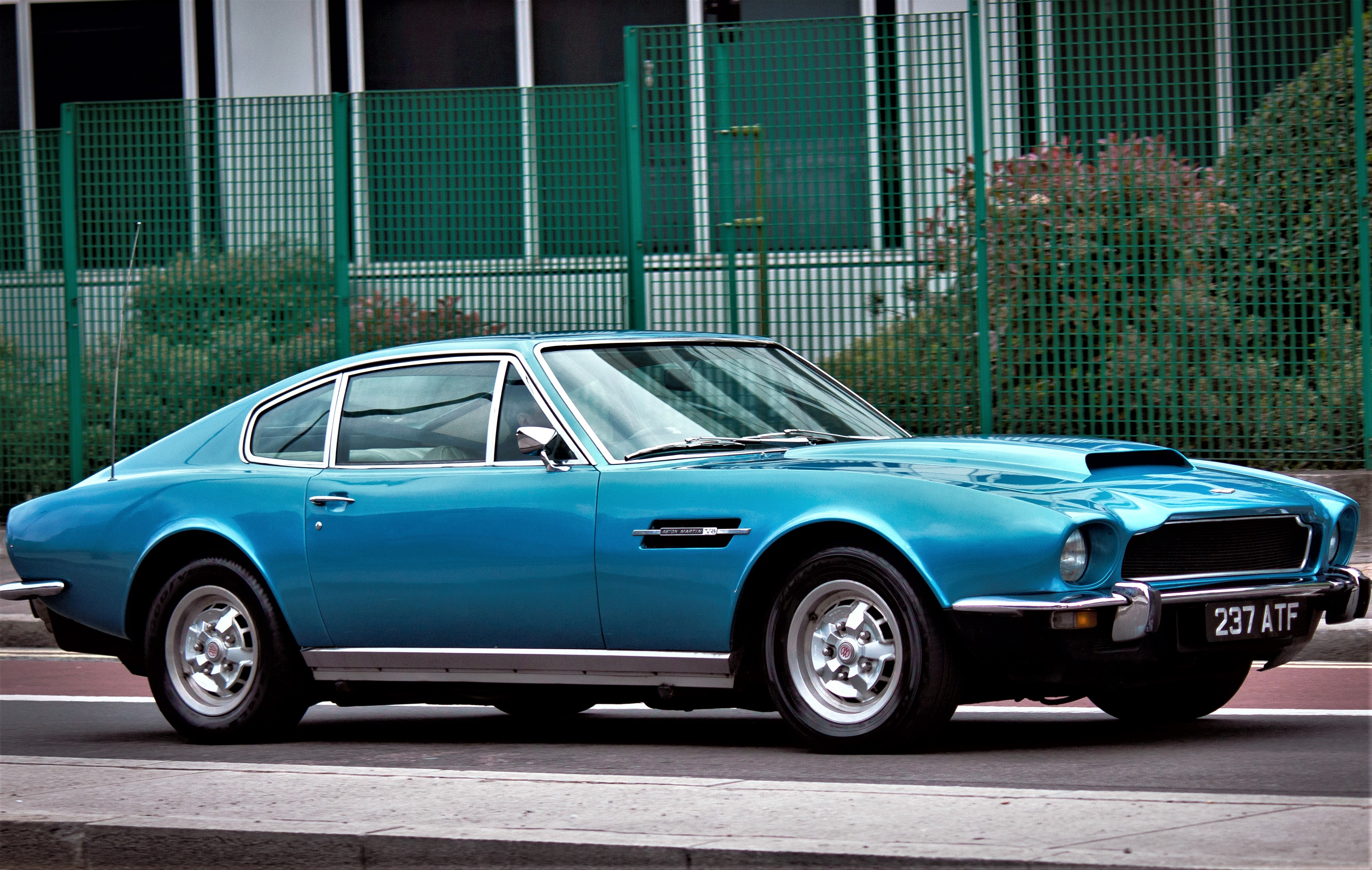
Mit hoher Lufthutze: Aston Martin V8 Series 3

Nach 15-monatiger Bauzeit des Series 2 präsentierte Aston Martin im August 1973 eine neue Entwicklungsstufe des Coupés. Sie wurde ohne weitere Differenzierung wiederum als Aston Martin V8 verkauft; inoffiziell wird sie vielfach als Series 3 bezeichnet. In dieser Baureihe ist der V-540-Motor mit vier Doppelvergasern von Weber ausgestattet. Die Motorleistung der bis 1976 produzierten Modelle wird auf 208 kW (283 PS; 280 bhp) geschätzt; ab 1977 wurde sie auf etwa 224 kW (305 PS; 300 bhp) angehoben.
Äußerlich haben die V8 der Series 3 eine deutlich höhere, geöffnete Lufthutze auf der Motorhaube, am Heck fehlen die Entlüftungsgitter, die bislang unterhalb der Heckscheibe zwischen den beiden Tankklappen positioniert waren. Zudem gab es einige kleinere Änderungen im Innenraum. So ließen sich die Scheibenwischer nun serienmäßig über einen Lenkstockschalter betätigen und nicht mehr über einen mit dem Knie zu drückenden Knopf an der Seitenwand.
Der erste Series-3-V8 wurde im Juni 1973 ausgeliefert. Käufer war der Schah von Persien. Fast eineinhalb Jahre später – im Oktober 1974 – wurde der erste Aston Martin V8 in den Vereinigten Staaten zugelassen. Die Serie 3 blieb fünf Jahre lang im Programm. In dieser Zeit entstanden 967 Fahrzeuge, sodass der Series 3 die am weitesten verbreitete Variante der V8-Familie ist. 1974 kostete ein V8 in Großbritannien 11.349 £, ein Jahr später lag der Kaufpreis bei 12.631 £ und Ende 1977 bereits bei 19.000 £ für ein Coupé mit Automatikgetriebe.

### Series 4:Aston Martin V8 Saloon („Oscar India“)

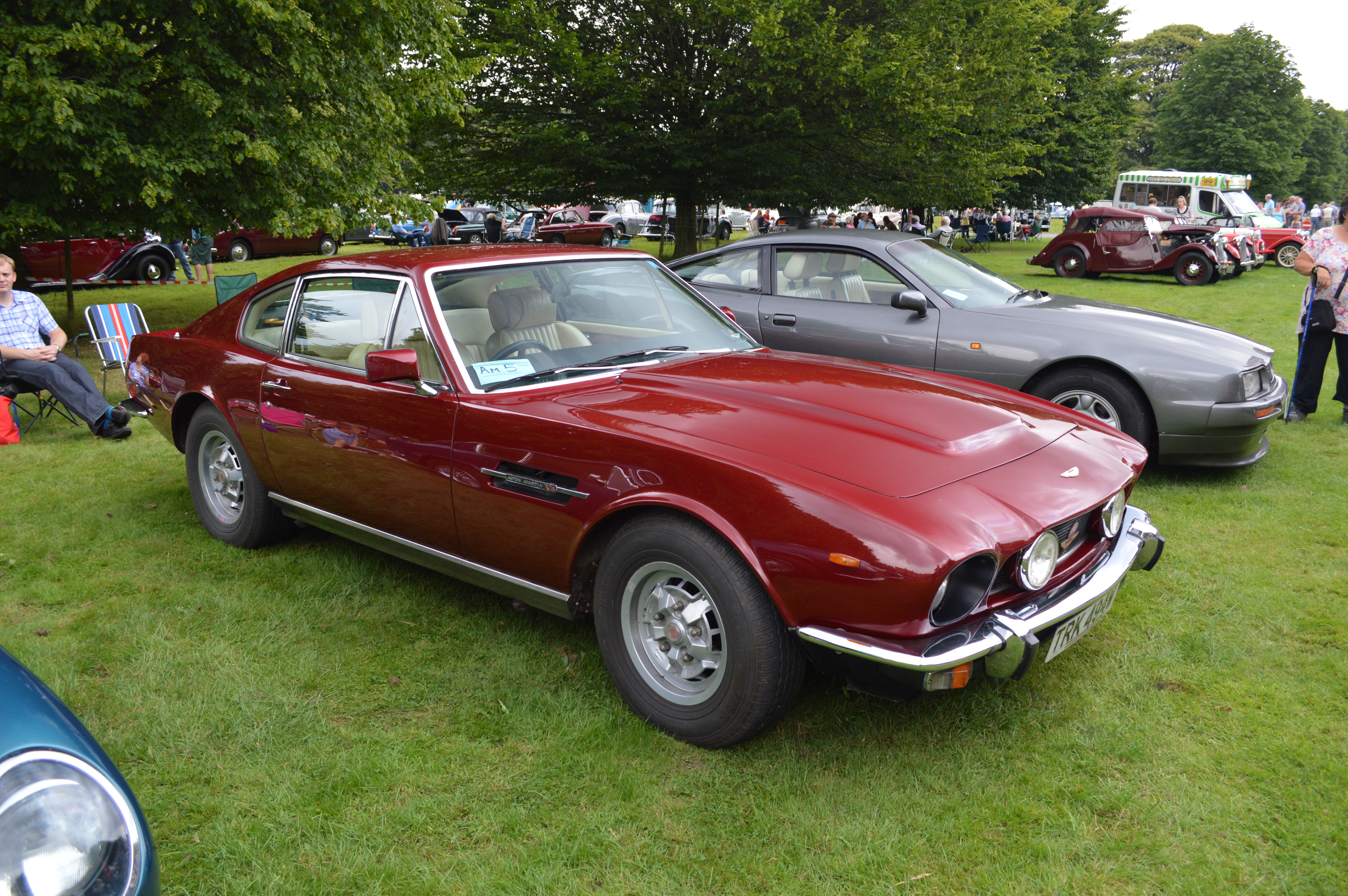
Ohne Lufteinlass in der Motorhaube: Aston Martin V8 Series 4 („Oscar India“).

Die vierte Serie wurde im Oktober 1978 auf der Birmingham International Motor Show vorgestellt. Sie wird vielfach als Oscar India bezeichnet, eine aus dem Fliegeralphabet übernommene Umschreibung der Buchstaben O und I, die ihrerseits für October-Introduced stehen. Weil Aston Martin seit 1978 auch eine Cabriolet-Version des V8 im Angebot hatte, bekam das Coupé den Zusatz Saloon.
Die Series 4 unterscheidet sich in erster Linie äußerlich von der vorangegangenen Baureihe. Über dem Motorblock ist in der Haube ein Buckel ohne Lufteinlass statt der Hutze. Der Heckabschluss ist im Vergleich zur Series 3 leicht verlängert und endet mit einer Abrisskante. Vorbild ist das Heck des V8 Vantage. Außerdem wurden serienmäßig Stoßstangenhörner eingeführt. Im Innenraum des V8 Saloon Series 4 übernimmt Aston Martin Gestaltungsmerkmale des einige Monate vorher eingeführten Cabriolets Volante: Das Armaturenbrett ist nun mit Wurzelholz verkleidet, außerdem gibt es eine breitere und höhere Mittelkonsole. Änderungen bei der Antriebstechnik gab es zunächst nicht; sie kamen erst im Laufe des Produktionszyklus zum Tragen. So sind die bis Herbst 1980 produzierten Oscar-India-Coupés mit dem bereits im Series 3 verwendeten V-540-Motor mit Vergasern ausgestattet, dessen Leistung auf 231 kW (314 PS; 310 bhp) geschätzt und vom deutschen TÜV mit 224 kW (304 PS) gemessen wurde. Ab Herbst 1980 gab es dann den technisch in Details veränderten, in der Leistung aber ähnlichen V-580-Motor.
Der Oscar India kostete bei seiner Einführung im Oktober 1978 in Großbritannien 23.000 £, mehr als das Elffache eines Austin Mini. Die Preise stiegen in den nächsten Jahren regelmäßig an. 1979 kostete das Auto bereits 28.748 £, 1980 dann 34.500 £ und 1983 schließlich 39.999 £. Die britische Presse mokierte sich regelmäßig darüber, dass Aston Martin bis in die 1980er-Jahre hinein für einen abschließbaren Tankdeckel einen Aufpreis (1983: 56 £) verlangte. Von der Serie 4 entstanden bis 1985 insgesamt 291 Fahrzeuge.

### Series 5: Aston Martin V8 Saloon EFI

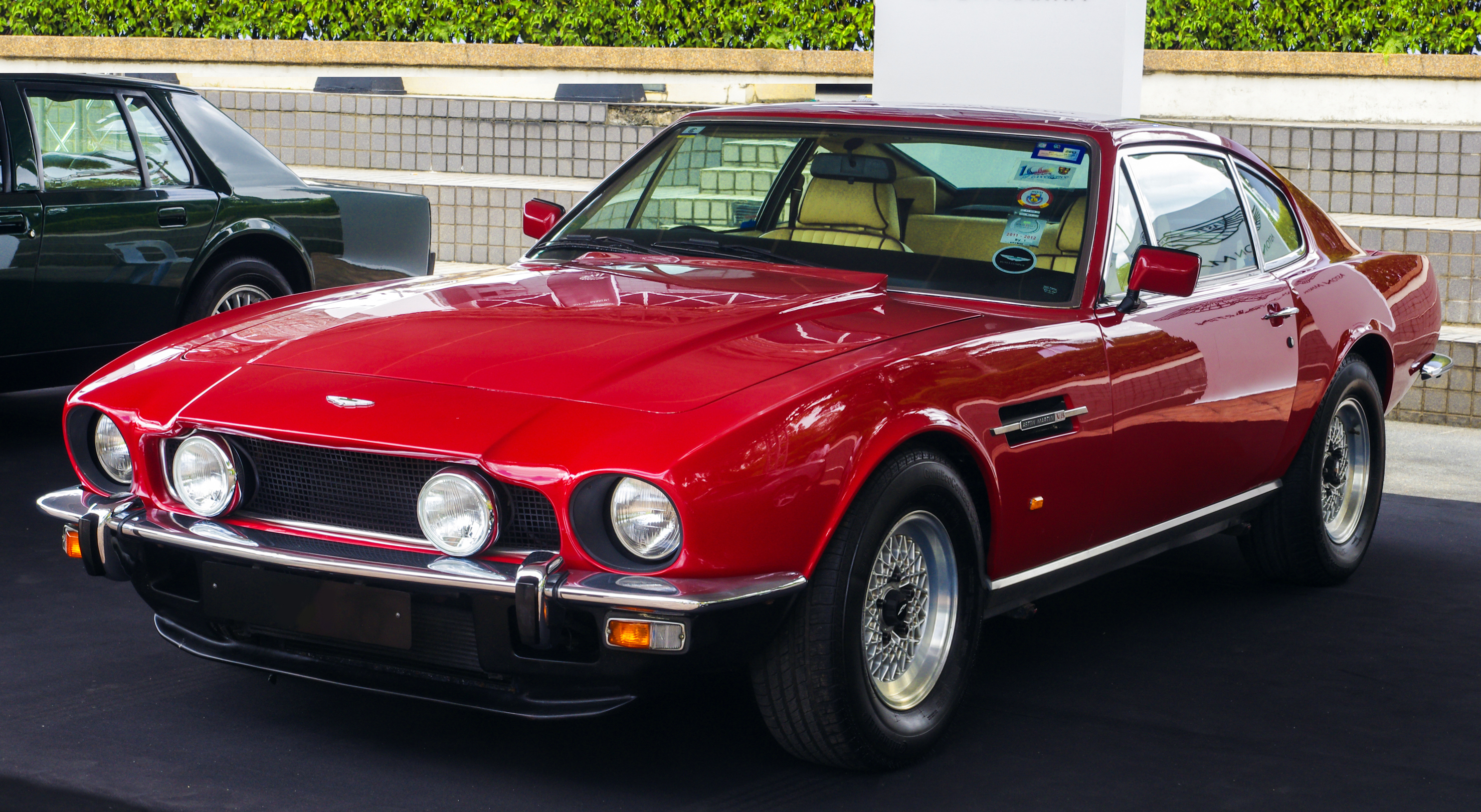
Aston Martin V8 Saloon EFI

Im Januar 1986 führte Aston Martin mit der Series 5 die vierte und letzte Baureihe des V8 ein. Sie hat den Achtzylinder-V-Motor der Generation V 585 mit elektronischer Benzineinspritzung von Weber-Marelli, dessen Leistung mit 227 kW (309 PS; 305 bhp) angegeben wurde. Die veränderte Gemischaufbereitung ermöglichte eine Neugestaltung der Wagenfront: Weil der V 585 keinen Platz mehr für die hoch bauenden Vergaser benötigt, entfällt bei den Coupés dieser Baureihe der Buckel auf der Motorhaube; die Series 5 hat deshalb als einziges Coupé eine annähernd flache Motorhaube. Außerdem sind voluminösere Stoßfänger installiert, und die Bodenfreiheit ist geringfügig höher als bei den früheren Baureihen.
Bei Markteinführung kostete ein Series 5 Saloon in Großbritannien 55.000 £. Bis zur Einstellung der Baureihe im Jahr 1989 produzierte Aston Martin 59 Fahrzeuge dieser Baureihe. nach anderer Quelle 61. Die allermeisten von ihnen haben ein Automatikgetriebe. Die Coupés der Series 5 gehören heute in der Klassikerszene zu den gesuchtesten Modellen der V8-Reihe.

## Aston Martin V8 Vantage

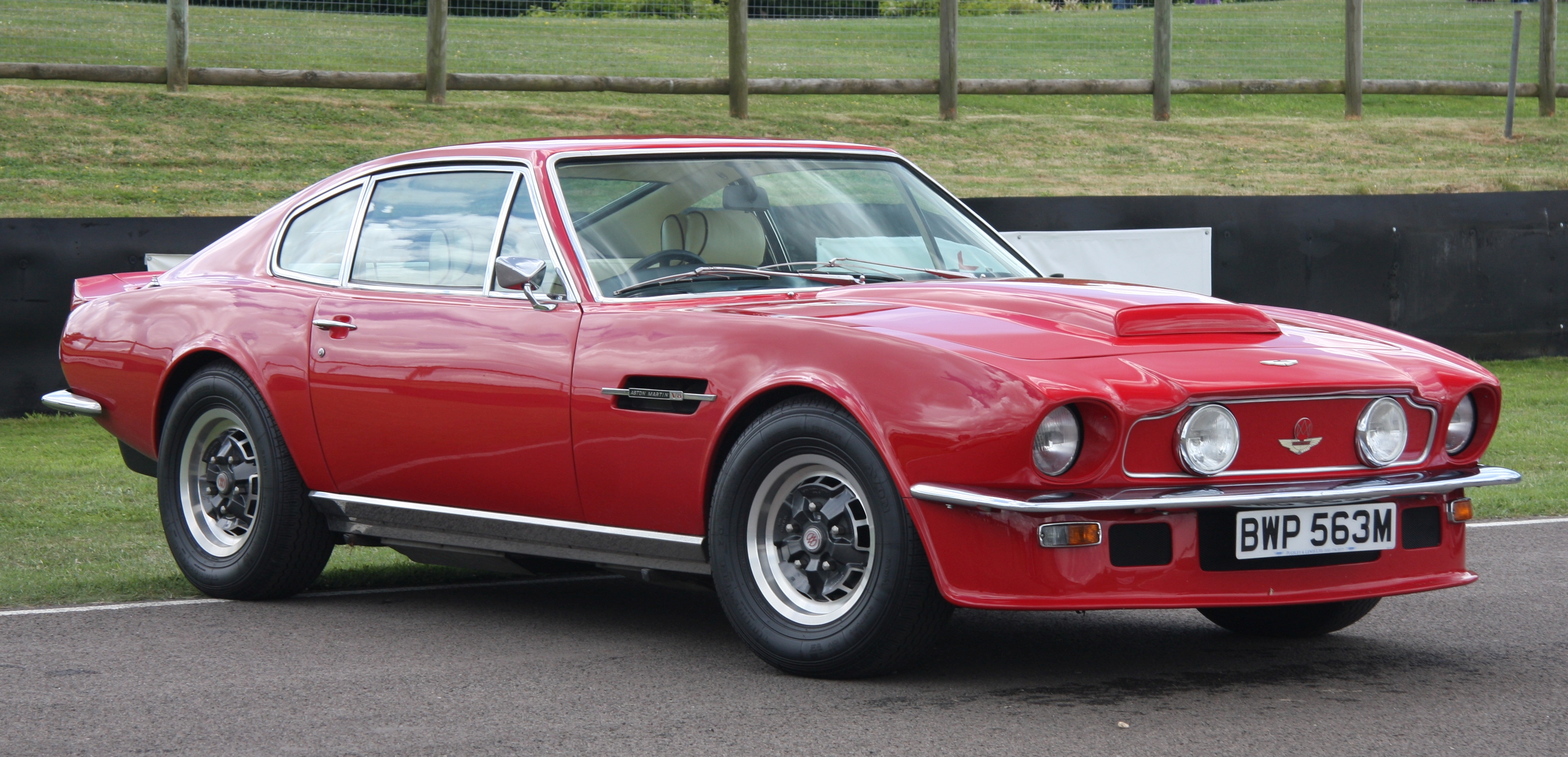
Aston Martin V8 Vantage Bolt-On

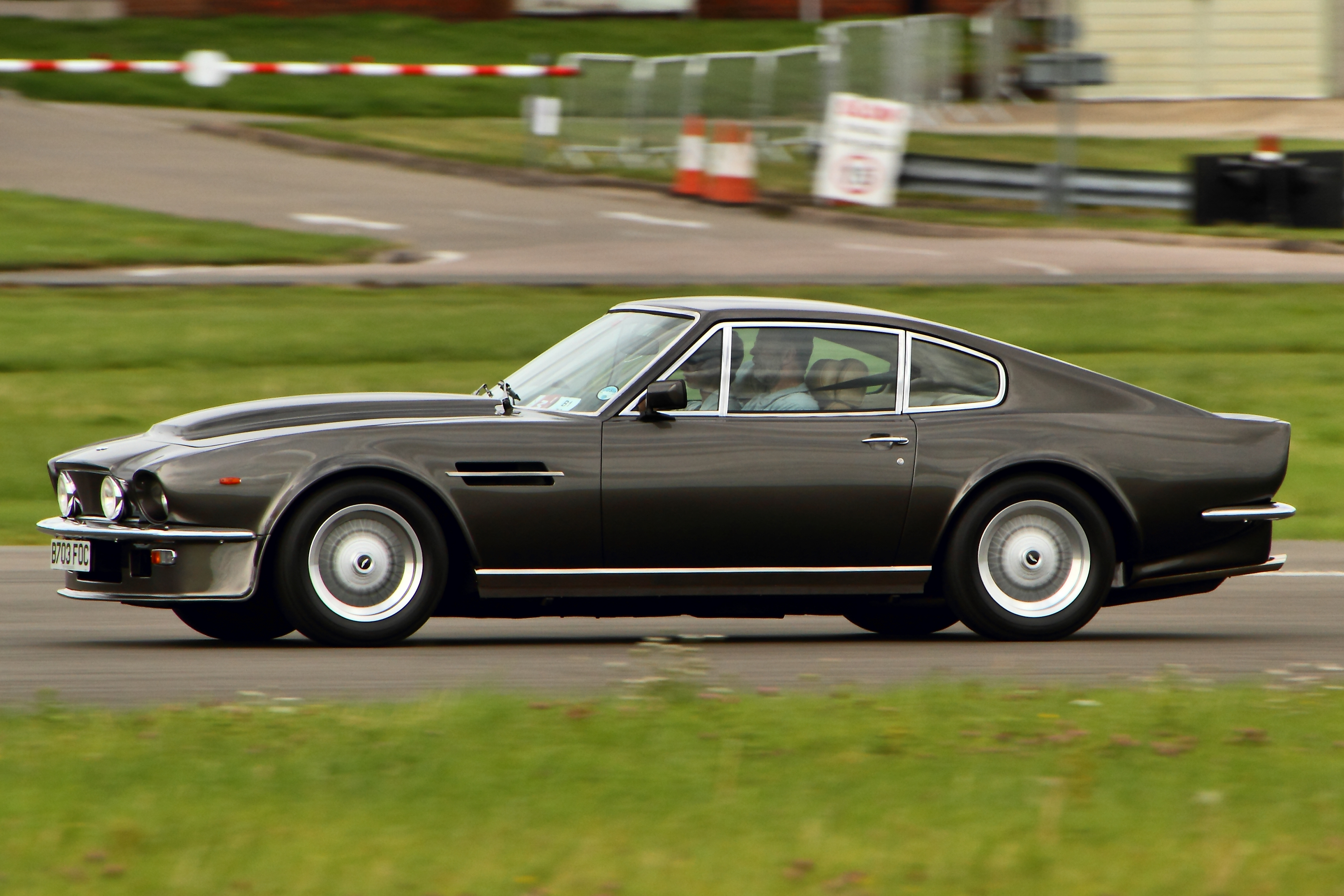
Flacher Heckabschluss der Oscar-India-Version (1983)

Der Aston Martin V8 Vantage ist eine leistungsgesteigerte Version des V8 Coupé, die von Februar 1977 bis 1989 parallel zum V8 verkauft wurde. Er gilt als der erste britische Supersportwagen und wurde mit dem (seinerzeit bereits eingestellten) Ferrari 365 GTB/4 „Daytona“ und dem Lamborghini Countach verglichen. Der V8 Vantage ging konzeptionell auf das Tuningpaket Stage 2 zurück, das Aston Martin Ende 1976 als Option für den V8 Series 3 eingeführt hatte.
Die Motorleistung der Vantages reicht von 279 kW (380 PS, 375 bhp; 1978 bis 1986) bis zu 322 kW (438 PS, 432 bhp; 1986 bis 1989). Alle V8 Vantages sind mit dem handgeschalteten Fünfganggetriebe von ZF ausgestattet. Äußerlich baut der Vantage auf der Karosserie der zeitgenössischen Standard-Coupés auf, hat aber vergrößerte Radkästen, weiter ausgestellte Radläufe und einen in Wagenfarbe lackierten Frontspoiler aus glasfaserverstärktem Kunststoff mit mehreren Lufteinlässen. Zudem ist die Kühleröffnung oberhalb der Stoßstangen mit einer in Wagenfarbe lackierten Abdeckung verschlossen, in die zwei Zusatzscheinwerfer eingelassen sind. Auf dem Kofferraumdeckel befindet sich bei frühen Modellen ein Spoiler, der bei den Fahrzeugen des ersten Produktionsjahrs nachträglich angeschraubt war – daraus leitet sich die inoffizielle Zusatzbezeichnung Bolt-on ab – und 1978 fest in den Heckabschluss integriert war (Fliptail Vantage). Erst bei den ab Oktober 1978 gebauten Autos entspricht die Heckgestaltung des Vantage dem Standard-V8 der Oscar-India-Generation. Die Höchstgeschwindigkeit des Vantage lag bei 265 bis 275 km/h. Von 1977 bis 1989 stellte Aston Martin in drei Serien insgesamt etwa 360 Exemplare des V8 Vantage her. Die Preise des V8 Vantage lagen üblicherweise etwa 5000 £ über denen der Standard-Coupés.
Eine Besonderheit sind die Cosmetic Vantages: Sie sind Mischmodelle, die äußerlich dem in Europa verkauften V8 Vantage entsprechen, aber nicht dessen leistungsstarken Motor haben, sondern die für den US-Markt konzipierte Ausführung des V8-Motors mit 149 kW (202 PS; 200 bhp) oder 194 kW (263 PS; 260 bhp), die dort auch im Standard-V8 Saloon angeboten wurde. Mit ihnen reagierte Aston Martin auf den Umstand, dass die regulären V8 Vantages nicht in den USA verkauft werden durften, weil sie die dortigen Abgasvorschriften nicht erfüllten. Je nach Quelle entstanden 11 oder 13 Cosmetic Vantages; ab 1986 baute Aston Martin auch entsprechend hergerichtete offene Modelle für die USA.

## Volante: Die Cabriolets

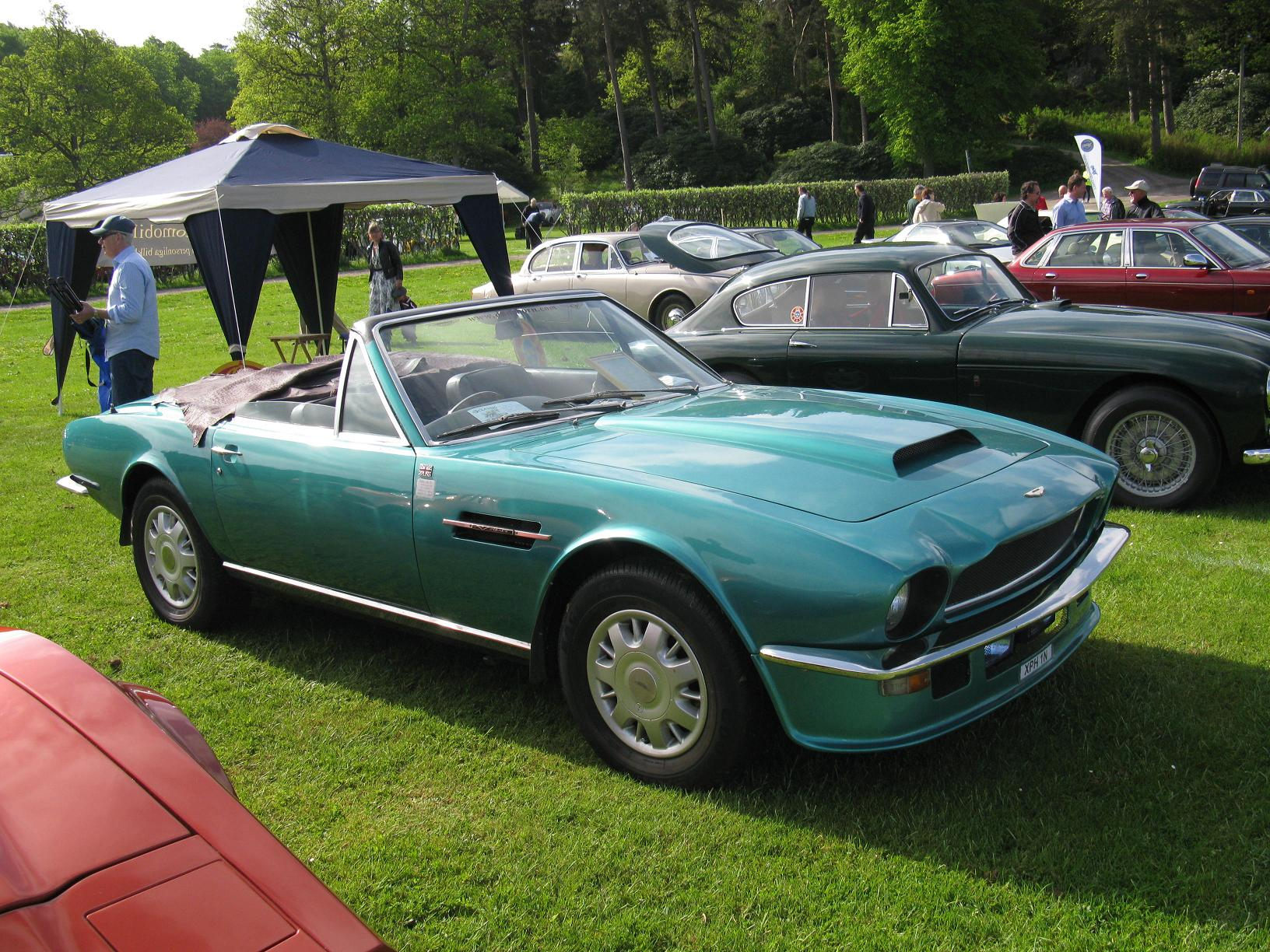
Kein Volante: Werksunabhängiger Umbau eines V8 Series 3 in ein Cabriolet

In den ersten zehn Jahren waren der DBS und sein Nachfolger V8 ab Werk ausschließlich als geschlossene Fahrzeuge erhältlich. Der Spezialist Banham Conversions in Kent baute in den 1970er-Jahren auf individuellen Kundenwunsch einzelne DBS und V8 in Cabriolets um, hatte dabei aber keine Werksunterstützung. Banham behielt bei seinen Cabriolets am Kofferraum die leicht abfallende Linie des V8 Coupé der Serien 2 und 3 bei; unter anderem dadurch unterscheiden sie sich äußerlich von späteren Werkscabriolets, deren Kofferraumoberkante im Profil annähernd waagerecht verläuft.
Acht Jahre nach der Einstellung des offenen DB6 führte Aston Martin im Juni 1978 ein Cabriolet auf V8-Basis ein, das nach dem regulären Fließheckcoupé und dem leistungsgesteigerten Vantage – der Lagonda Series 1 war zwischenzeitlich eingestellt worden – das dritte Modell der V8-Familie war. Seine Entwicklung wurde maßgeblich von Aston Martins Importeur für Nordamerika angestoßen, wo seit 1976 keine Cabriolets mehr produziert wurden, aber im hochpreisigen Segment weiterhin entsprechender Bedarf bestand. Wie der offene DB6 erhielt auch das V8 Cabriolet die Zusatzbezeichnung Volante. In den 1980er-Jahren machte der Volante regelmäßig etwa 30 Prozent der Jahresproduktion bei Aston Martin aus. Bis 1989 baute Aston Martin etwa 900 Volantes; mehr als drei Viertel davon wurden exportiert. Wie bei den geschlossenen V8-Modellen gab es auch beim Volante neben der Standardversion einige von ihr abgeleitete Sonderausführungen.

### Konstruktion

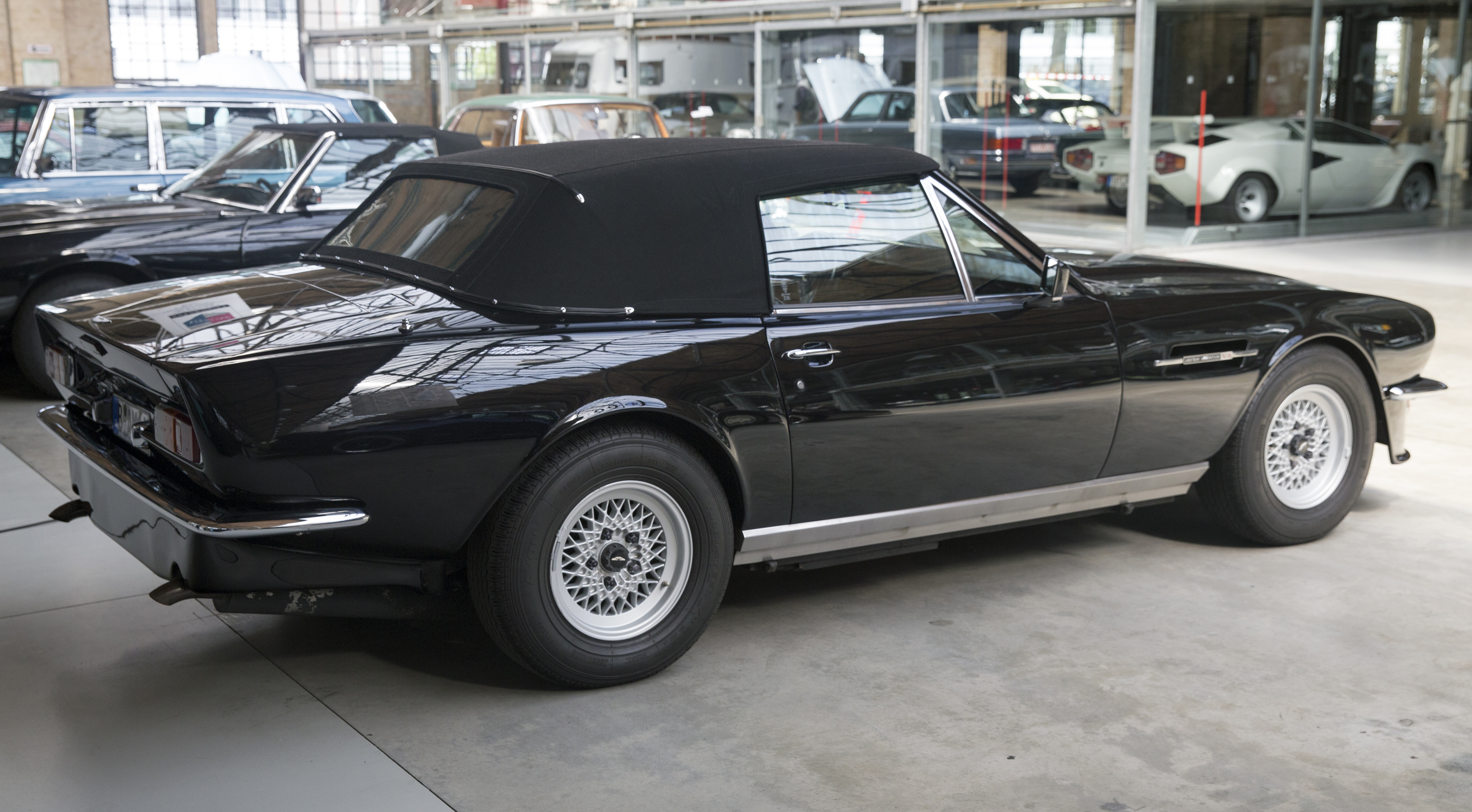
Aston Martin V8 Volante Series 2

Die Entwicklung des offenen V8 begann 1976. Verantwortlicher Konstrukteur war Harold Beach, der auch die Linienführung der Karosserie gestaltete. Stilistisch entspricht der Volante von der vorderen Stoßstange bis zu den Türen der geschlossenen Version. Die Karosserielinie verläuft am Heck annähernd waagerecht, und der Kofferraumabschluss ist höher als bei den Coupés der Serien 2 und 3. Die Heckgestaltung des Volante wurde ab Oktober 1978 auf die Coupés übertragen. Sie kennzeichnet die Oscar-India-Serie sowie die Series 5. Das Verdeck des Volante liegt in zusammengefaltetem Zustand zum größten Teil unterhalb der Gürtellinie, verschwindet aber nicht vollständig. Bei geschlossenem Verdeck entsteht eine Stufenheckkarosserie. Das Verdeck entwarf George Mosely, der bereits das Faltdach des Rolls-Royce Corniche Convertible gestaltet hatte, die Konstruktion übernahm der Fachbetrieb CHI. Die Außenhaut des Verdecks besteht aus dem Kunststoff Everflex. Der Verdeckmechanismus wird serienmäßig elektrisch-hydraulisch betrieben. Die notwendigen Versteifungen der Karosserie entwickelte Aston Martin zusammen mit dem Karosseriebauunternehmen Woodall Nicholson aus Halifax. Dazu gehörte die Installation eines hinteren Hilfsrahmens, dessen Form nach anhaltenden Gerüchten von einer Gartenpforte inspiriert war. Das Gewicht des Volante war ungeachtet der Verstärkungen nicht höher als das des geschlossenen Zweitürers.

### V8 Volante

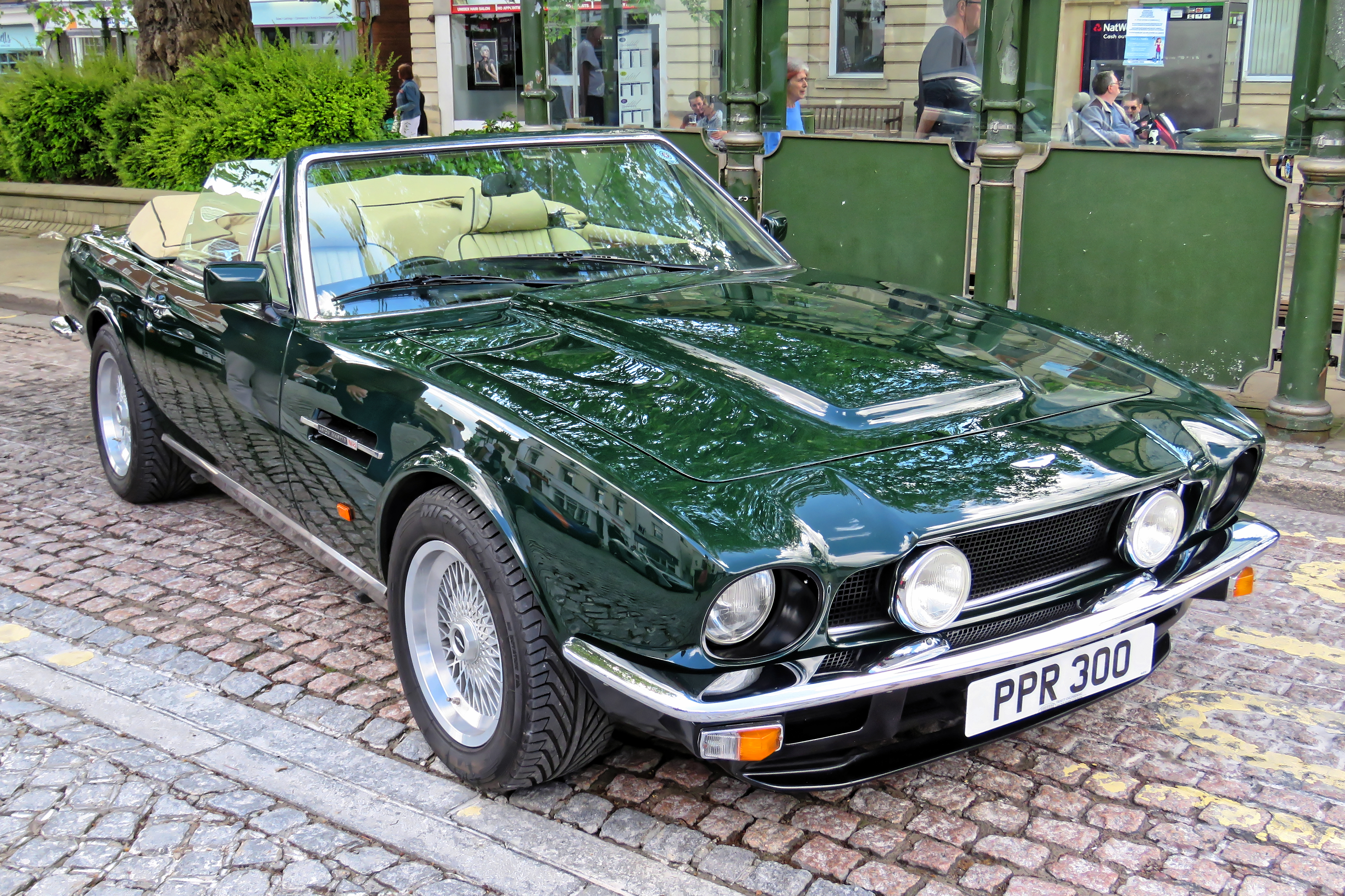
V8 Volante Series 1

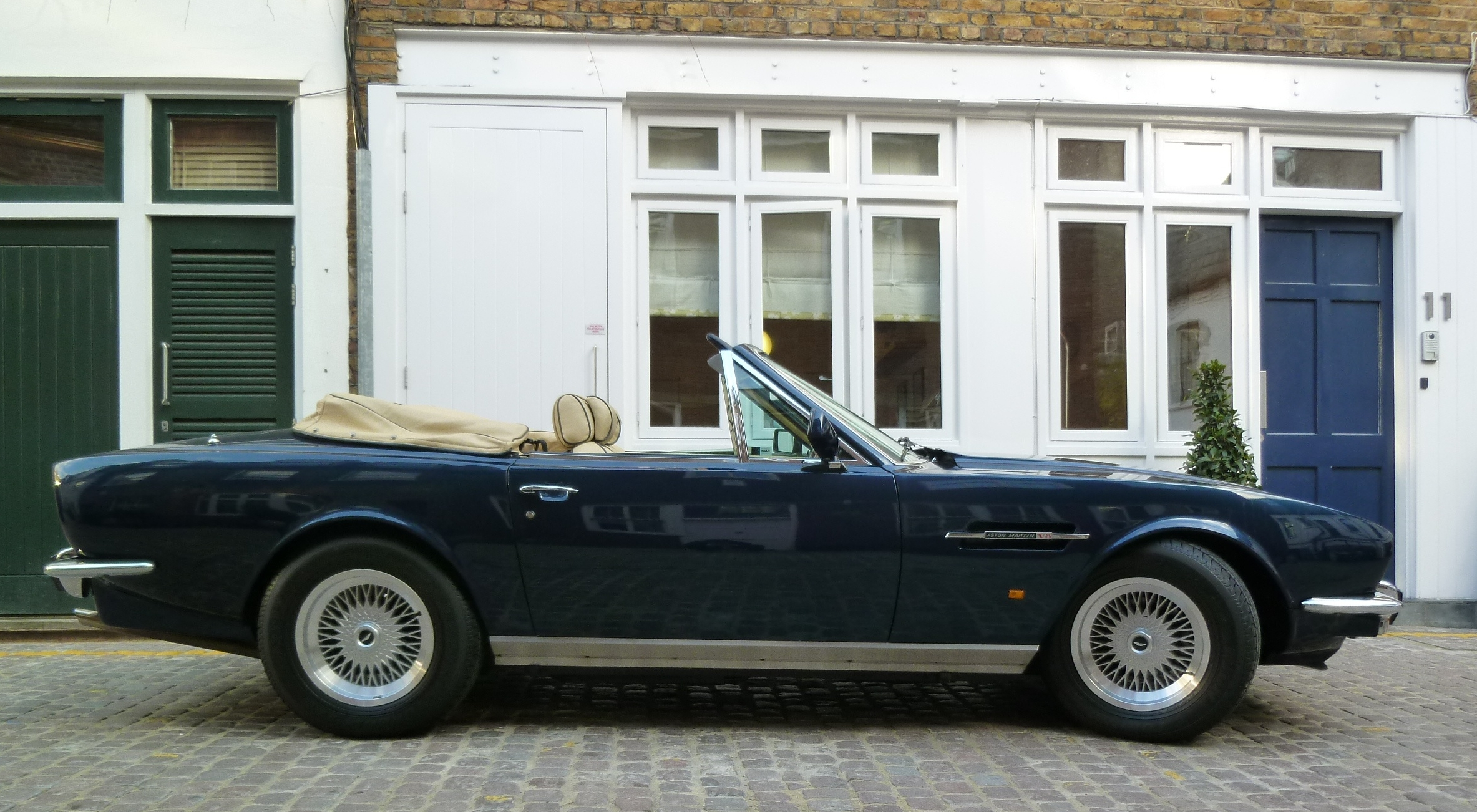
Aston Martin V8 Volante

Die Basisversion der offenen Aston Martin V8 ist der im Juni 1978 eingeführte V8 Volante. Er nahm die stilistischen Änderungen vorweg, die vier Monate später auch die vierte Serie des geschlossenen V8 (Oscar India) erhielt. Dazu gehören die komplett geschlossene Motorhaube, die auf eine Lufteinlassöffnung verzichtet, sowie ein mit Wurzelholz verkleidetes Armaturenbrett. Die regulären Volantes wurden in zwei Serien gefertigt.
Die erste Serie des Volante war von 1978 bis 1985 im Programm. Ihre Bauzeit entsprach nahezu vollständig der der vierten Serie (Oscar India) des Standard-V8. Mit ihm teilt sich der Volante auch die Motorisierung. Die technischen Verbesserungen, die beim Series 4 Saloon im Laufe der Jahre eingeführt wurden, erhielt jeweils zeitgleich auch der Volante. Nahezu alle Volantes sind mit dem Automatikgetriebe ausgerüstet. Das erste handgeschaltete Cabriolet entstand erst 1983. Das Werk gab die Höchstgeschwindigkeit des Volante Series 1 mit 130 mph (ca. 210 km/h) an, einige Aston-Martin-Fahrer hielten allerdings 140 mph (225 km/h), 145 mph (233 km/h) oder gar 150 mph (241 km/h) für erreichbar. Bei seiner Markteinführung 1978 kostete der Volante Series 1 mit 33.864 £ annähernd 10.000 £ mehr als der V8 Saloon und 8.000 £ mehr als ein V8 Vantage. Zu dieser Zeit konnten britische Kunden einen Volante zwar bestellen; weil aber die ersten 80 Exemplare dem US-amerikanischen Importeur vorbehalten waren, wurden die ersten britischen Autos erst im Sommer 1980 ausgeliefert. Von der Serie 1 des Volante entstanden 439 Autos.
1985 erschien der Volante Series 2. Er entspricht technisch und optisch dem V8 EFI Series 5, hat also ebenfalls einen Einspritzmotor V 585 und eine flache Motorhaube. 1988 kostete der V8 Volante 89.900 £. Vom Volante Series 2 baute Aston Martin 216 Fahrzeuge.

### V8 Vantage Volante

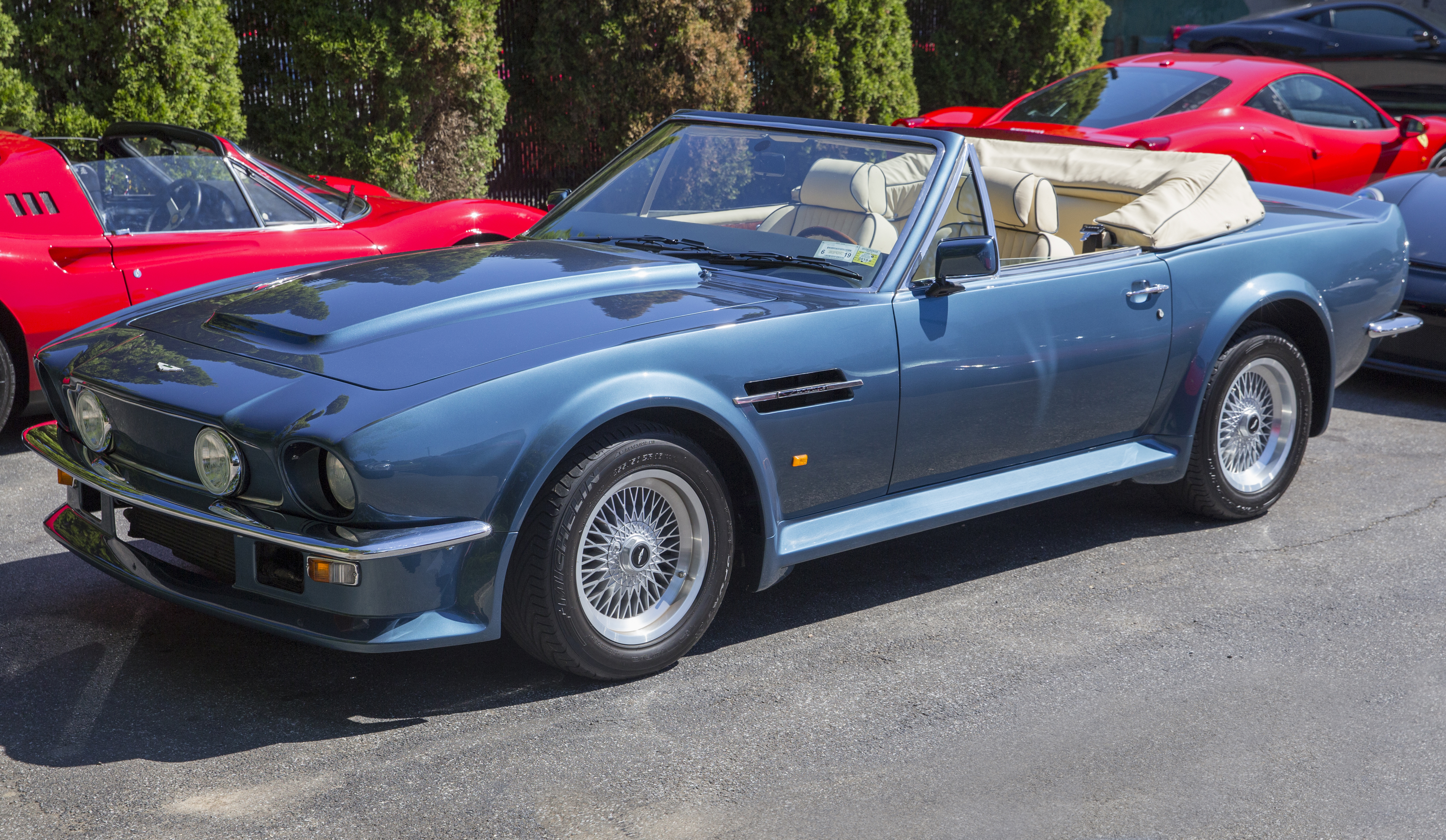
Aston Martin V8 Vantage Volante

Eine Verbindung des V8 Volante mit dem besonders leistungsstarken Vantage-Motor sah das Werk zunächst nicht vor. Ungeachtet dessen rüstete Aston Martins Works Service im Auftrag einzelner Kunden – unter ihnen der Sultan von Brunei – seit den späten 1970er-Jahren einige V8 Volantes nachträglich mit Vantage-Motoren aus. Die Rede ist von sechs derart modifizierten Autos.
Ab Oktober 1986 gab es die Kombination aus Cabriolet und starkem Vantage-Motor auch ab Werk. Das als V8 Vantage Volante verkaufte Modell entspricht technisch dem Vantage der dritten Serie (V580X X-Pack), hat also den 308 kW (419 PS; 410 bhp) starken Vergasermotor. Mit ihm erreichte der Vantage Volante eine Höchstgeschwindigkeit von 270 km/h und wurde zum schnellsten in Serie gefertigten Cabriolet der Welt. Äußerlich hebt sich der Vantage Volante durch auffällige Spoiler, Kotflügelverbreiterungen und Seitenschweller vom Standard-Volante ab. Die Abrisskante am Heck ähnelt der der Fliptail-Modelle der frühen V8-Vantage-Coupés. Das Design des Vantage Volante wurde vielfach als „geschmacklos“ kritisiert: Durch die Anbauten werde der V8 Volante zur „Karikatur eines Sportwagens“. Von Oktober 1986 bis in den Spätsommer 1989 entstanden 109 Vantage Volantes. Sie waren mit Preisen von 93.500 £ (1986) bis 135.000 £ (1989) jeweils die teuersten Modelle im Aston-Martin-Programm. Damit waren sie 25.000 £ teurer als ein geschlossener V8 Vantage und 15.000 £ teurer als ein regulärer V8 Volante. Für die USA entstanden außerdem 58 Autos, die äußerlich den Vantage Volantes entsprechen, unter der Motorhaube aber den abgasgereinigten – und in den USA zugelassenen – Standardmotor der Generation V 585 haben. Sie werden analog zu den entsprechend hergerichteten geschlossenen Modellen als Cosmetic Vantage Volantes bezeichnet.

### V8 Vantage VolantePrince of WalesundEcurie Ecosse

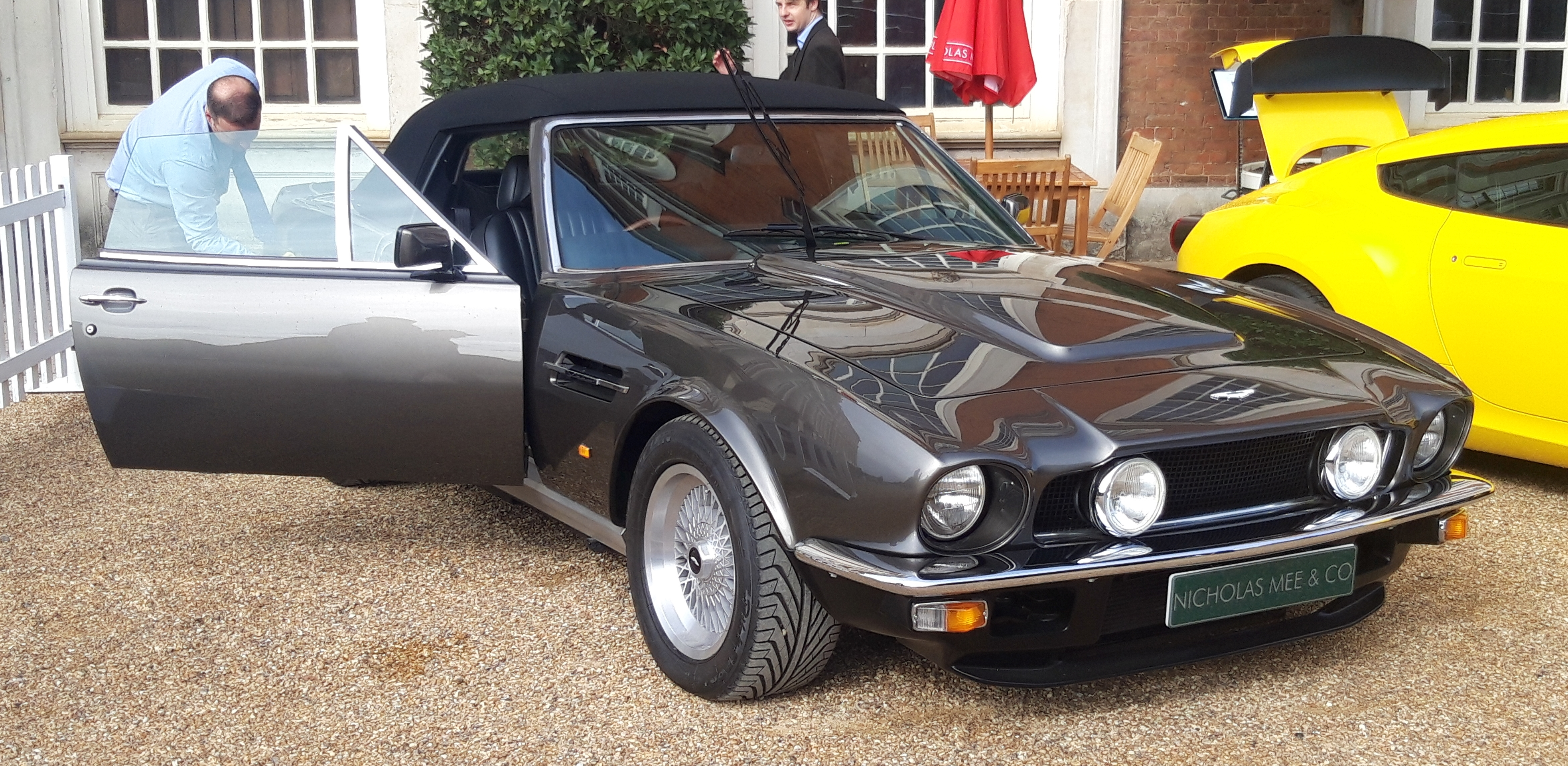
Aston Martin V8 Vantage Volante Prince of Wales

Eine besondere Ausführung des V8 Vantage Volante geht auf Prinz Charles, den Prince of Wales, zurück. Für ihn baute Aston Martin 1987 ein Cabriolet, das die Antriebstechnik des V8 Vantage Volante mit der schlichten Karosserie des regulären V8 Volante verband. Lediglich die Radläufe waren weiter ausgestellt als beim regulären V8 Volante. Diese Ausführung wird inoffiziell als V8 Vantage Volante Prince of Wales (oder PoW) bezeichnet. Nachdem das erste Exemplar an Prinz Charles ausgeliefert worden war, entschied sich Aston Martin zur Auflage einer Kleinserie nach dieser Konfiguration. Insgesamt entstanden 22 Prince-of-Wales-Volantes; eines davon hatte ein Automatikgetriebe. Sie sind heute begehrte Sammlerstücke, die 30 Jahre nach der Produktionseinstellung Verkaufspreise von bis zu 1 Mio £ erreichen.
Eng mit den Prince-of-Wales-Cabriolets verwandt sind drei Fahrzeuge, die als Vantage Volante Ecurie Ecosse bezeichnet werden. Sie entsprechen technisch und stilistisch weitgehend den PoW-Modellen, haben abweichend davon aber den auffallenden integrierten X-Pack-Heckspoiler der serienmäßigen V8 Vantage Volante. Auftraggeber dieser Sonderserie waren die Inhaber des in Edinburgh ansässigen schottischen Rennstalls Ecurie Ecosse.

## Verwandte Modelle
Auf der Grundlage des Aston Martin V8 entstanden einige Ableitungen und Sondermodelle:

### Aston Martin Lagonda

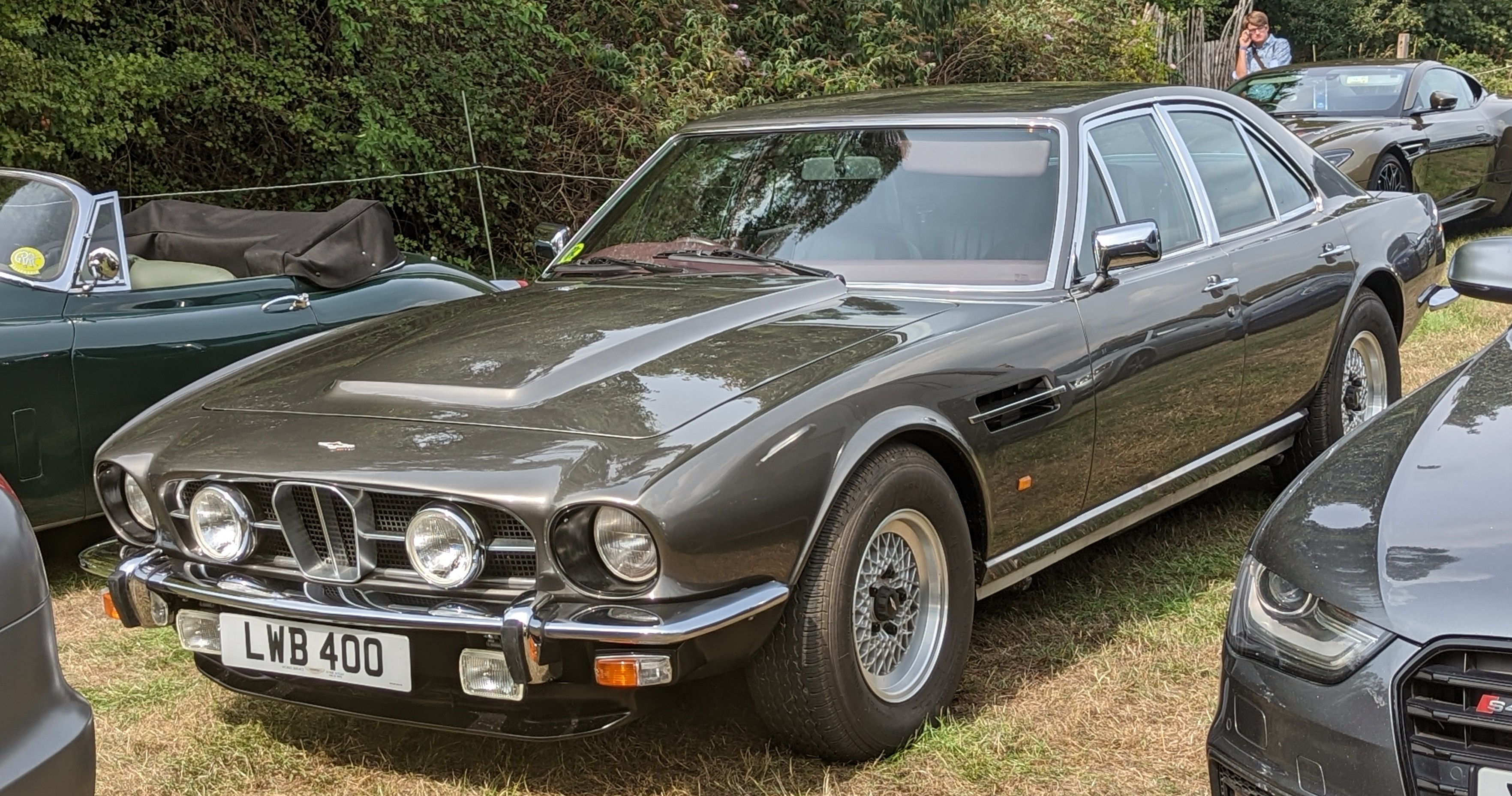
Aston Martin Lagonda Series 1: The Four-Door V8

Von 1976 bis 1990 baute Aston Martin zwei Serien viertüriger Limousinen mit V8-Technik, die als Aston Martin Lagonda auf den Markt kamen. Für diese Modellbezeichnung griff Aston Martin erneut auf den Namen Lagonda zurück, der ursprünglich zu einem selbständigen britischen Automobilhersteller gehört hatte und der nach dessen Übernahme durch David Brown 1947 bereits mehrfach für viertürige Fahrzeuge des Konzerns verwendet worden war.
Der Aston Martin Lagonda der ersten Serie (werksintern: MP 230; teilweise als Aston Martin Lagonda Series 1 oder als The 4-Door-V8 bezeichnet) ist eine viertürige Version des V8 mit Fließheckkarosserie, die auf der verlängerten Bodengruppe des V8 aufbaut und abgesehen von der Fahrgastzelle einen an den V8 angelehnten Aufbau hat. Sein Prototyp von 1969 war noch eine Ableitung des Aston Martin DBS V8. Dieses Auto ging an David Brown, der es als Privatfahrzeug nutzte, ohne dass es zur Serienreife weiterentwickelt wurde. Nach der Übernahme durch Company Developments gab das neue Management den Weg frei für eine Serienproduktion der Limousine, die 1974 begann. Die Serienversion basiert auf dem V8 Coupé Series 3, hat dessen Antriebstechnik und auch dessen Frontpartie. Bis 1976 entstanden sieben Lagonda-Limousinen, die zu einem Stückpreis von 14.040 £ verkauft wurden.

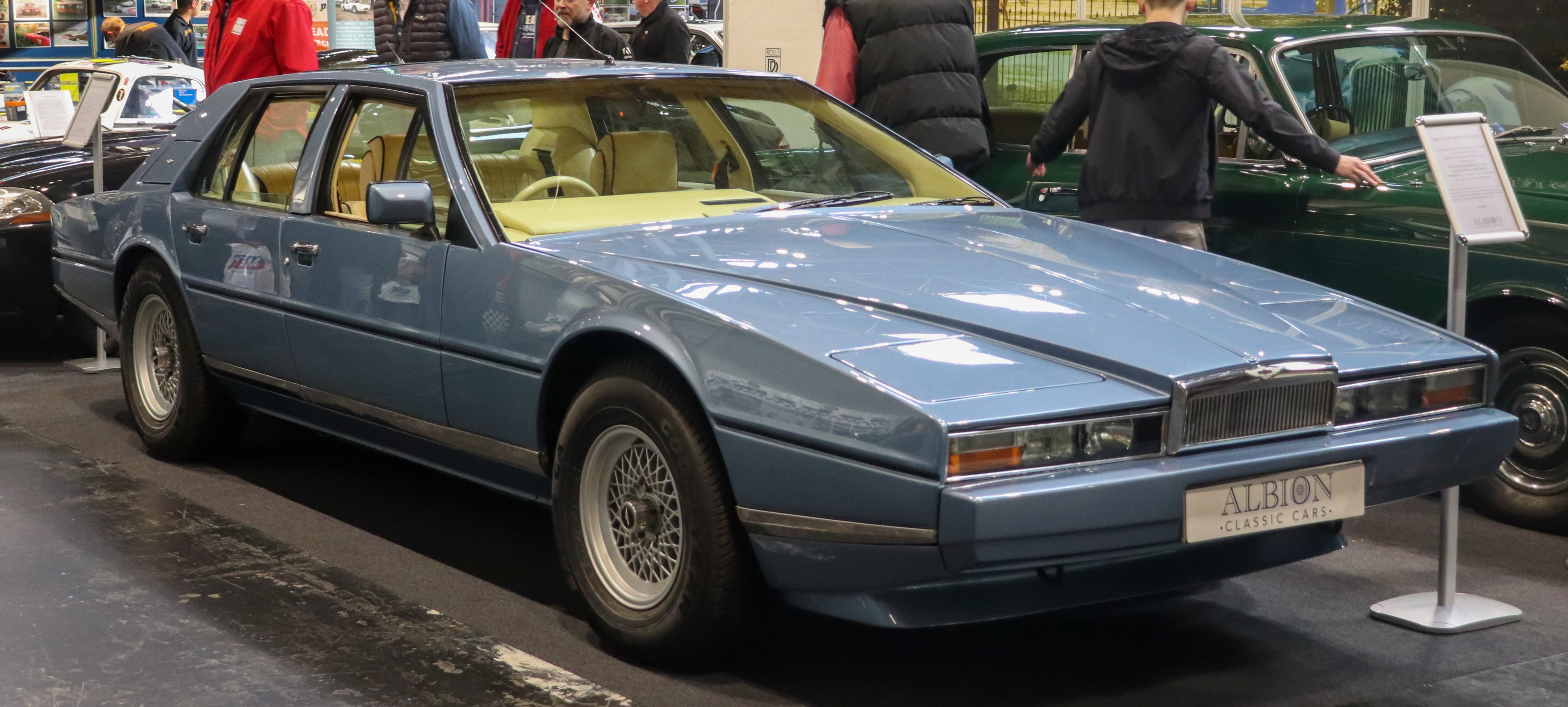
Mit V8-Technik: Aston Martin Lagonda (hier: Series 3)

Nach der Restrukturierung Aston Martins Ende 1975 veranlasste das neue Management die Entwicklung einer neuen Aston-Martin-Limousine, die sich optisch vom bekannten V8 abheben und als „Hingucker“ die Leistungsfähigkeit von Aston Martin Lagonda (1975) Ltd. belegen sollte. Mit dieser Vorgabe entstand eine viertürige Stufenhecklimousine mit der Antriebstechnik des V8 Oscar India, einer keilförmigen Karosserie nach einem innerhalb eines Monats erarbeiteten Entwurf von William Towns und einer Aufsehen erregenden, im Praxisbetrieb aber defektanfälligen digitalen Instrumentierung. Der Wagen gilt als das fortschrittlichste Serienfahrzeug seiner Zeit. Die Serienproduktion dieser Limousine begann 1979. Bis 1989 wurden 645 Autos in drei Baureihen hergestellt, deren erste als Series 2 bezeichnet wird.

### Aston Martin V8 Vantage Zagato

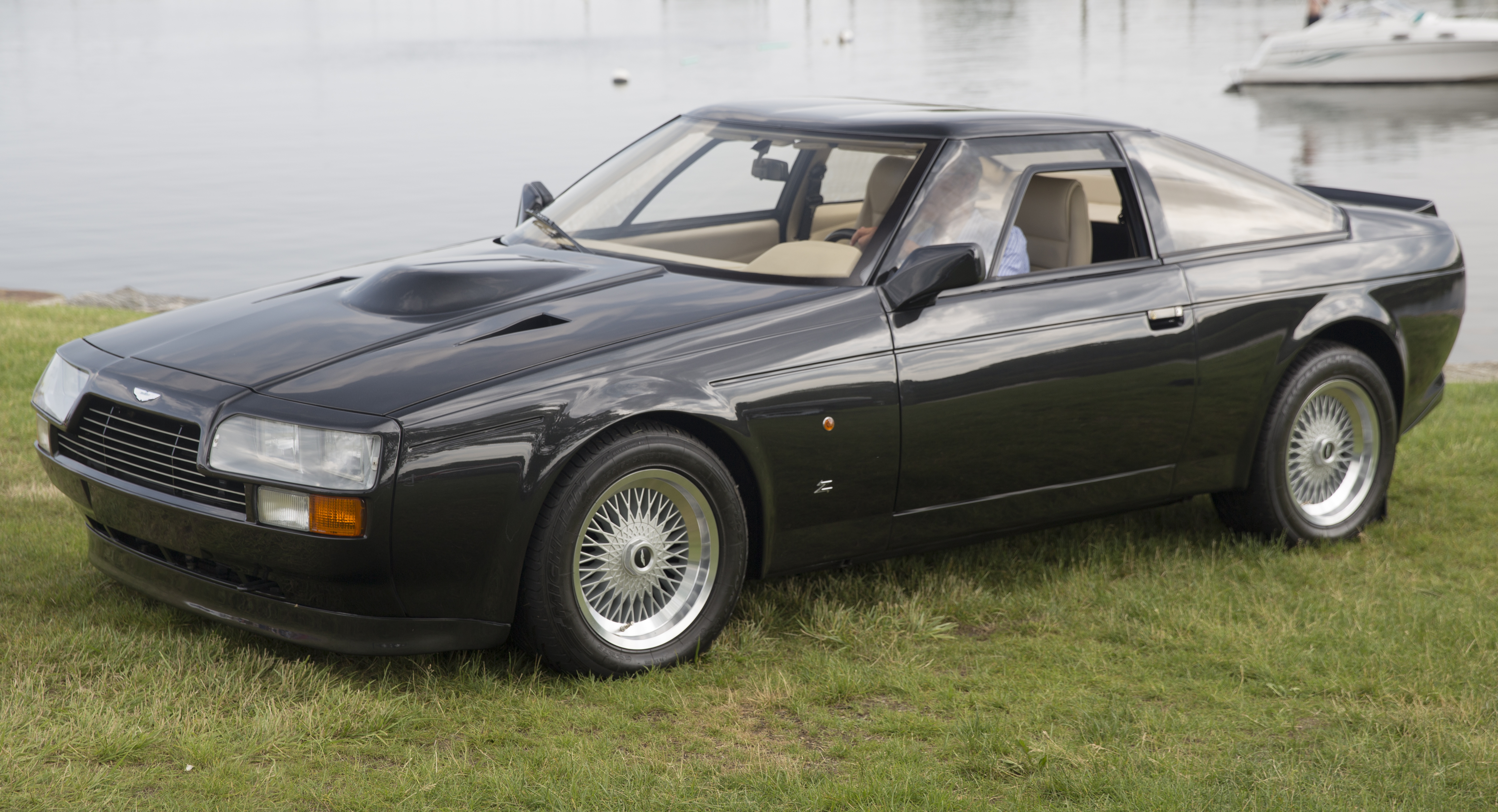
Aston Martin V8 Vantage Zagato (1987)

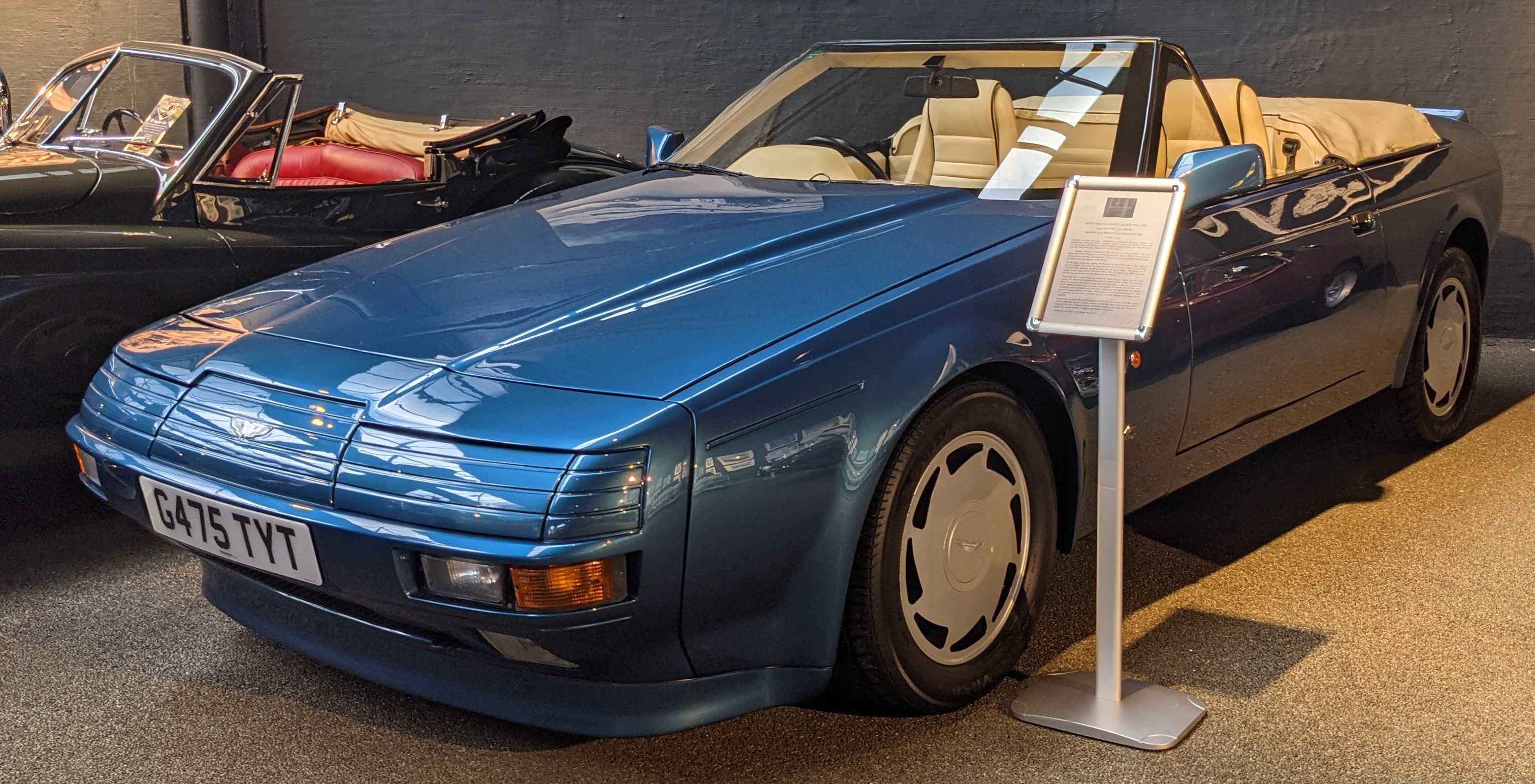
Aston Martin V8 Vantage Volante Zagato

Mit einer auf dem Genfer Auto-Salon 1984 geschlossenen Kooperationsvereinbarung ließ Aston Martin die lange Tradition von Sondermodellen mit italienischen Zagato-Karosserien, zu denen insbesondere der DB4 GT Zagato von 1959 gehörte, wieder aufleben. Ziel war es, ein straßentaugliches Coupé zu schaffen, das die Höchstgeschwindigkeit von 300 km/h erreichte und unter anderem gegen den Ferrari 288 GTO und den Porsche 959 antreten sollte. Das Auto kam im März 1986 als Aston Martin V8 Zagato (alternativ: Aston Martin V8 Vantage Zagato) auf den Markt und wurde 50 Mal gebaut. Ein Jahr später folgte die Cabrioletversion mit der Zusatzbezeichnung Volante, die Klappscheinwerfer hat. Von ihr entstanden 37 Fahrzeuge. Beide Versionen des V8 Vantage Zagato gelten mittlerweile – mehr als 30 Jahre nach ihrer Präsentation – als Spekulationsobjekte.
Die Aluminiumkarosserien beider Versionen wurden im Laufe des Jahres 1985 bei Zagato in Terrazzano di Rho entwickelt und von Giuseppe Mittino im Detail gestaltet. Das Design des Stufenheckcoupés greift die Linien des 1983 bei Bertone entworfenen Alfa-Romeo-Show-Cars Delfino auf, hat aber einige markenspezifische Besonderheiten, darunter eine Kühleröffnung im traditionellen Aston-Martin-Stil und die Double Bubbles genannten, für Zagato typischen Ausbuchtungen im Dach. Als Antrieb dient im Coupé der Achtzylindermotor des V8 Vantage in der höchsten Tuningstufe (X-Pack-Version), die 322 kW (438 PS, 432 bhp) leistet. Die vier Doppelvergaser dieser Motorversion machen eine hohe Ausbuchtung der Motorhaube nötig, die die Aerodynamik nachteilig beeinflusst. Mit ihm erreicht das Coupé eine Höchstgeschwindigkeit von 299 km/h. Die Volante-Version wird dagegen serienmäßig von dem 224 kW (305 PS) starken Einspritzmotor des V8 Series 5 (V 585) angetrieben. Allerdings erhielten einzelne Cabriolets nach der Auslieferung einen Vantage-Motor (580X) oder einen noch größeren, von R.S. Williams getunten Motor. Durch nachträgliche, von Kunden veranlasste Modifikationen, die sich teilweise auch auf  Karosserieelemente erstrecken, existieren mittlerweile diverse Mischformen.

### Aston Martin Bulldog

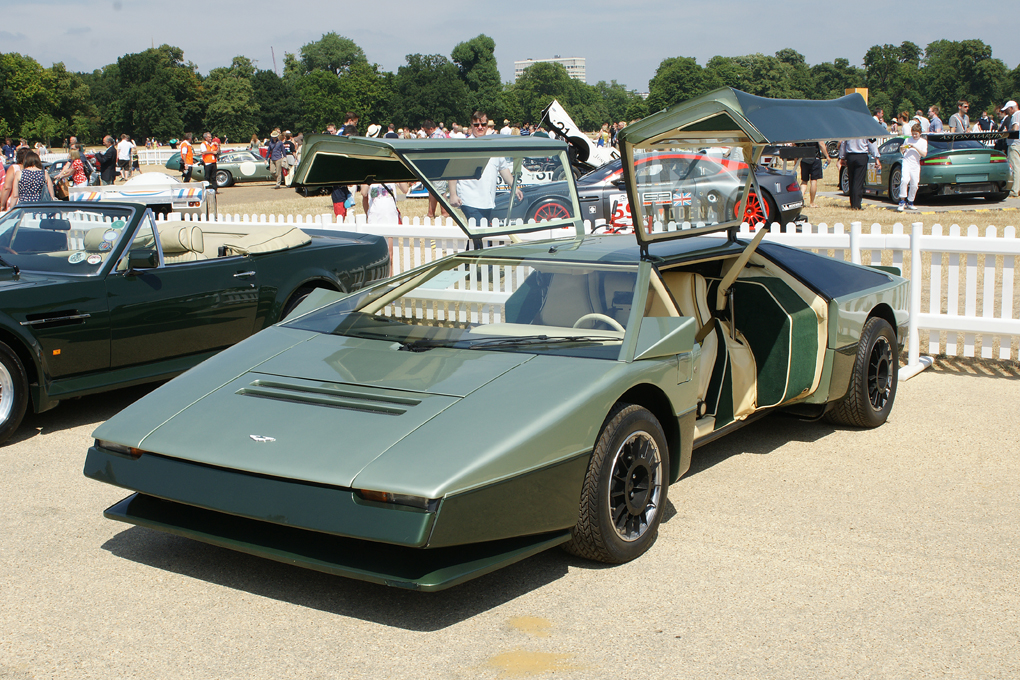
Aston Martin Bulldog

Auf der Technik des V8 basiert schließlich auch der Aston Martin Bulldog, ein keilförmig gestaltetes Mittelmotor-Coupé mit Flügeltüren, das 1980 vorgestellt und als Einzelstück hergestellt wurde. Die Initiative zu diesem Wagen ging von einem arabischen Kunden aus, der sich allerdings vor Abschluss der Entwicklungsarbeiten zurückzog. Konstrukteure waren Mike Loasby und Keith Martin. Die Karosserie folgt einem Entwurf von William Towns, der hier sein bereits beim Lagonda S2 gezeigtes Konzept großer glatter Flächen und deutlich ausgeprägter Winkel intensivierte. Der Bulldog hat einen eigenständigen Zentralrohrrahmen. Als Antrieb dient der aus dem V8 bekannte Achtzylinder-V-Motor mit 5,3 Litern Hubraum, der hier mit einer mechanischen Benzineinspritzung von Bosch und mit zwei Abgasturboladern von Garrett ausgestattet ist. Die Konstruktion ist die Weiterentwicklung der bereits 1972 in den USA entstandenen Idee, den Aston-Martin-Motor aufzuladen. Die Leistung des Bulldog-Motors übertraf die des V8 Vantage nach Werksangaben um 60 Prozent. Genaue Daten gab das Werk nicht bekannt; Schätzungen reichen von 440 kW (598 PS; 590 bhp) über 485 kW (660 PS; 650 bhp) bis hin zu 515 kW (700 PS; 690 bhp). Auch wenn der Bulldog primär ein Show Car sein sollte, ist er voll fahrtauglich. Der Bulldog wurde 1982 an einen Kunden im Nahen Osten verkauft, später stand das Auto einige Jahre in den USA.

## Produktion

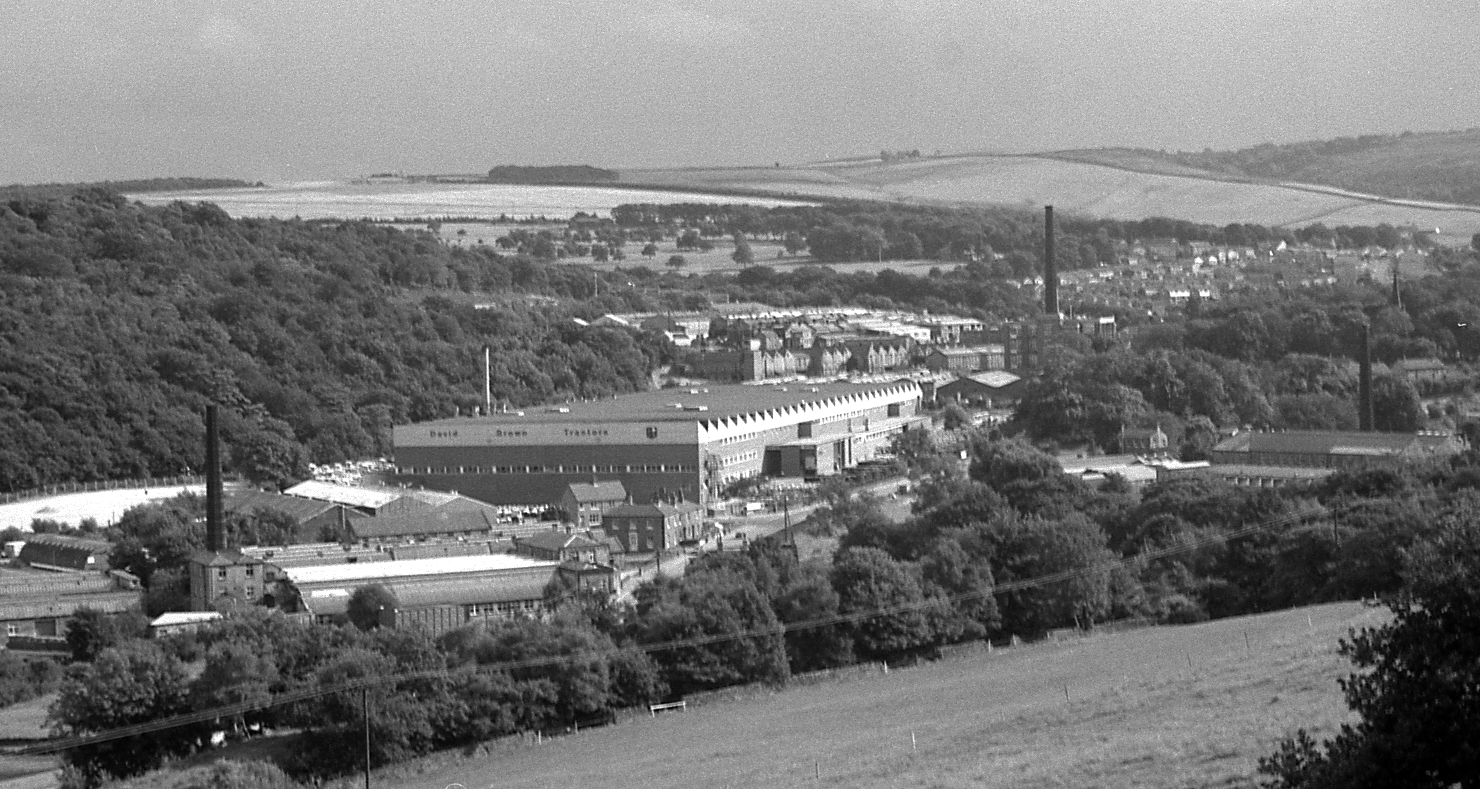
Chassisproduzent für Aston Martin (1972): David Browns Traktorfabrik in Meltham Mills

Aston Martins Werksanlagen befanden sich seit den späten 1950er-Jahren in Newport Pagnell, wo der Betrieb die Hallen des Karosserieherstellers Tickford nutzte, der 1954 von David Brown aufgekauft worden war. Anfänglich war der Produktionsprozess des Aston Martin V8 auf mehrere Standorte aufgeteilt. Seit dem DB4 hatte Aston Martin die Chassis seiner Sportwagen in David Browns Traktorwerk in Meltham Mills im mittelenglischen Huddersfield herstellen lassen, von wo aus sie zur Komplettierung nach Newport Pagnell gebracht wurden. So verfuhr Aston Martin zunächst auch noch beim V8, obwohl das Unternehmen nicht mehr zum David-Brown-Konzern gehörte: Die ersten 153 Chassis des V8, die von April bis Dezember 1972 gebaut wurden, kamen noch aus Huddersfield. Erst ab Januar 1973 verlagerte sich die Produktion des V8 einschließlich der Chassis vollständig zu Aston Martin nach Newport Pagnell.
Insgesamt entstanden von 1972 bis 1989, alle Baureihen zusammen genommen, etwa 1600 Standard-Coupés, 314 Vantages, 615 Volantes und 109 Vantage Volantes. Hinzu kamen einige Sondermodelle, die jeweils zweistellige Stückzahlen erreichten. Die Produktion verteilt sich wie folgt:
| Produktionszahlen Aston Martin V8 | Produktionszahlen Aston Martin V8 | Produktionszahlen Aston Martin V8 | Produktionszahlen Aston Martin V8     | Produktionszahlen Aston Martin V8 |
| --------------------------------- | --------------------------------- | --------------------------------- | ------------------------------------- | --------------------------------- |
|                                   | V8 Series 2 (1972–1973)           | V8 Series 3 (1973–1978)           | V8 Series 4 „Oscar India“ (1978–1985) | V8 Series 5 (1985–1989)           |
| 288                               | 967                               | 291                               | 59 oder 61                            |                                   |
| ca. 1606                          |                                   |                                   |                                       |                                   |

| Produktionszahlen Aston Martin V8 Vantage |                                 |                                 |                                 |                                 |                                 |
|                                           | V8 Vantage Series 1 (1977–1978) | V8 Vantage Series 1 (1977–1978) | V8 Vantage Series 2 (1978–1985) | V8 Vantage Series 2 (1978–1985) | V8 Vantage Series 3 (1985–1989) |
| Bolt-On (1977)                            | Fliptail (1978)                 | OI 540 (1978–1980)              | V580 (1980–1985)                |                                 | V8 Vantage Series 3 (1985–1989) |
| 38, 39 oder 40                            | 38, 39 oder 40                  | 44                              | 94                              | 137                             |                                 |
| 314                                       |                                 |                                 |                                 |                                 |                                 |

| Produktionszahlen Aston Martin V8 Volante |                      |            |                    |
|                                           | V8 Volante           | V8 Volante | V8 Vantage Volante |
| Series 1 (1978–1985)                      | Series 2 (1985–1989) | 1986–1989  |                    |
| 439                                       | 216                  | 109        |                    |
| 655                                       |                      | 109        |                    |
| 764                                       |                      |            |                    |

## Werksunabhängige Leistungssteigerungen
Der amerikanische Aston-Martin-Importeur Rex Woodgate versuchte in den frühen 1970er-Jahren in Eigeninitiative, den Achtzylindermotor mit einer Turboaufladung zu versehen. In seinem Auftrag ersetzte der Techniker A.K. Miller aus Montclair, New Jersey, die Einspritzanlage durch einen Einfachvergaser aus einem GMC-Truck und installierte einen Turbolader. Woodgate ließ den Motor in Newport Pagnell testen; Aston Martin verfolgte das Projekt allerdings aus finanziellen Gründen nicht weiter. Das Projekt führte allerdings mittelbar zu dem Show Car Aston Martin Bulldog, das 1980 vorgestellt wurde und einen mit zwei Turboladern ausgerüsteten Achtzylindermotor hatte. Einen ähnlichen Weg ging auch Robin Hamilton für eine Rennsportversion des Aston Martin V8.
In den 1980er-Jahren entwickelte der englische Aston-Martin-Händler R.S. Williams Ltd. in Cobham, Surrey, eine auf 6,3 Liter Hubraum vergrößerte Version des V8-Motors, die etwa 373 kW (507 PS; 500 bhp) leistet. Bis 1989 rüstete R.S. Williams im Kundenauftrag 24 Autos auf diese Motoren um. Danach kaufte Aston Martin den Betrieb und übernahm auch die Rechte an dem 6,3-Liter-Motor, der danach über den Works Service angeboten wurde. Richard Williams gründete 1990 ein Nachfolgeunternehmen gleichen Namens, das in der Folgezeit eine 7,0-Liter-Version von Aston Martins Achtzylindermotor auf den Markt brachte. Sie war in unterschiedlichen Leistungsversionen erhältlich; die stärkste von ihnen kommt auf 390 kW (530 PS; 523 bhp). Das 7,0-Liter-Upgrade kostete im Jahr 2008 etwa 27.000 £. Eine Reihe von Eigentümern klassischer V8s ließen ihre Autos nachträglich auf den 7,0-Liter-Motor umrüsten. Das gilt etwa für einen der sieben Aston Martin Lagonda Series 1 und für den V8 Vantage des Künstlers Elton John; auch einzelne V8 Vantage Zagato Volante wurden bei R.S. Williams überarbeitet.

## Motorsport

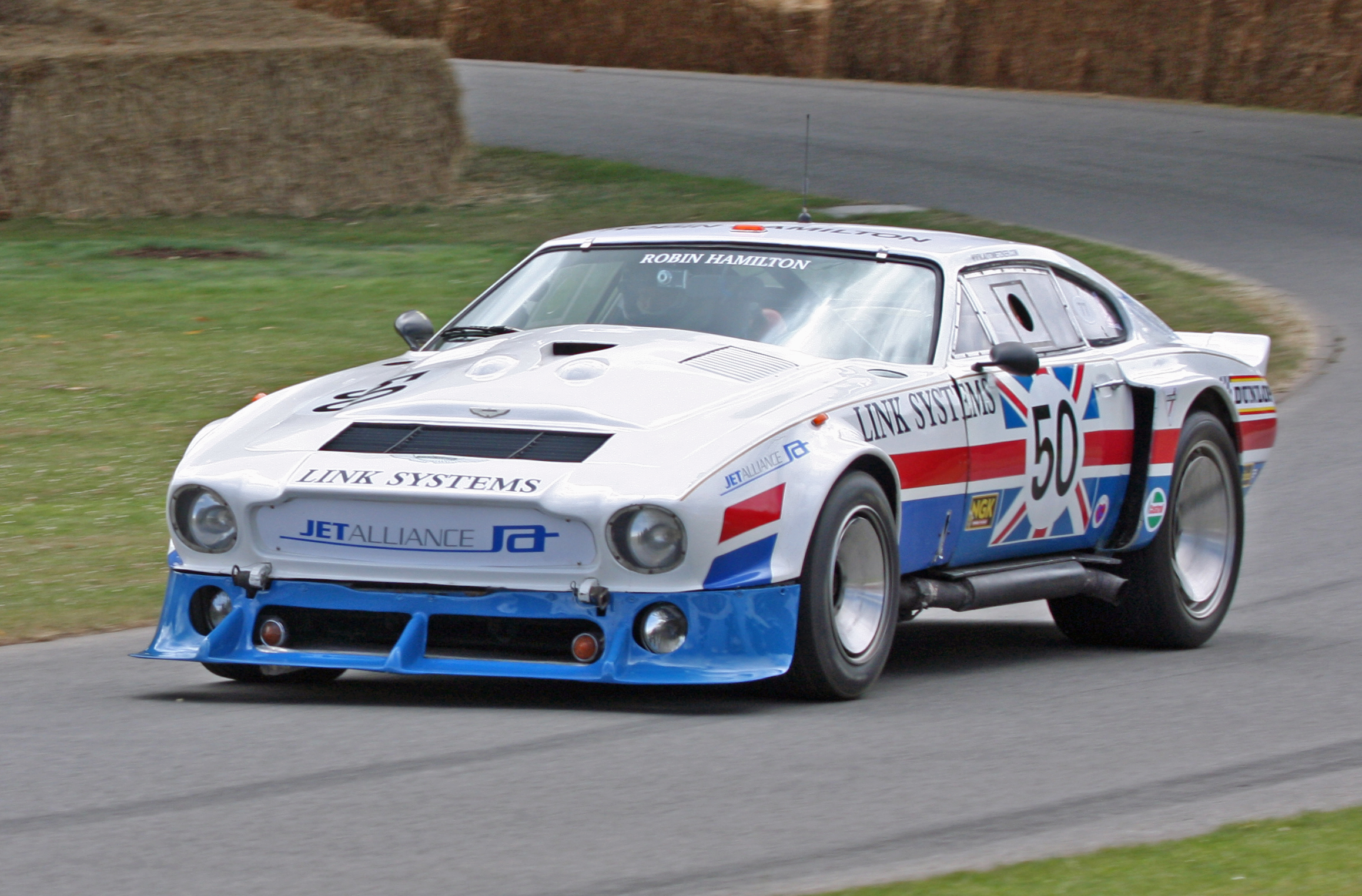
Robin Hamiltons Aston Martin RHAM/1

Aston Martin engagierte sich mit dem V8 nicht im Motorsport. Das hohe Gewicht und die geringe Belastbarkeit des serienmäßig eingebauten Salisbury-Differenzials schränkten seine Wettbewerbstauglichkeit dem Grunde nach ein. Gleichwohl erschienen in den 1970er-Jahren einige V8 bei britischen und vereinzelt auch bei internationalen Motorsportveranstaltungen. Diese Einsätze wurden von privaten Eigentümern organisiert, die dafür die Technik und die Karosserien ihrer Autos in unterschiedlichem Maße eigenverantwortlich modifizierten. Zu ihnen gehörten Dave Ellis, der angeblich für jedes Rennen ein neues Differenzial benötigte, und Ray Taft.
Das am stärksten für Motorsportzwecke weiterentwickelte Auto ist das Coupé des britischen Aston-Martin-Händlers Robin Hamilton. das später als Aston Martin RHAM/1 bekannt wurde. Der Wagen baut auf dem 1969 komplettierten Chassis eines DBS V8 auf, das im Laufe der Jahre viele Komponenten des V8 erhielt, unter anderem eine Vergaseranlage von Weber und eine an den V8 angelehnte Frontpartie. Die starken Änderungen führten dazu, dass der Wagen anstelle der ursprünglichen Fahrgestellnummer DBSV8/10038/RC eine neue erhielt, wobei Hamilton sich für RHAM/1 (Robin Hamilton Aston Martin 1) entschied. Die Fahrgestellnummer wurde im Laufe der Zeit zum Synonym für das Auto. Mit ihm nahm Hamilton zusammen mit den Fahrern David Preece und Mike Salmon in der GTP-Klasse am 24-Stunden-Rennen von Le Mans 1977 teil. Sie beendeten das Rennen nach 260 Runden auf dem 17. Gesamtplatz und auf Rang 3 der GTP-Wertung. Nachdem der RHAM/1 mit einer Benzineinspritzung und zwei Garrett-Turboladern ausgestattet und auf eine Motorleistung von 480 kW (652 PS; 650 bhp) gebracht worden war, ging er 1979 erneut in Le Mans an den Start; hier fiel er aber in der 22. Runde nach einem Technikdefekt aus.
1982 erschien der Motor des Aston Martin V8 in einer von Tickford weiterentwickelten Version in dem Langstreckensportwagen Nimrod NRA/C2, dessen Chassis von Lola kam.

## Der Aston Martin V8 im Film

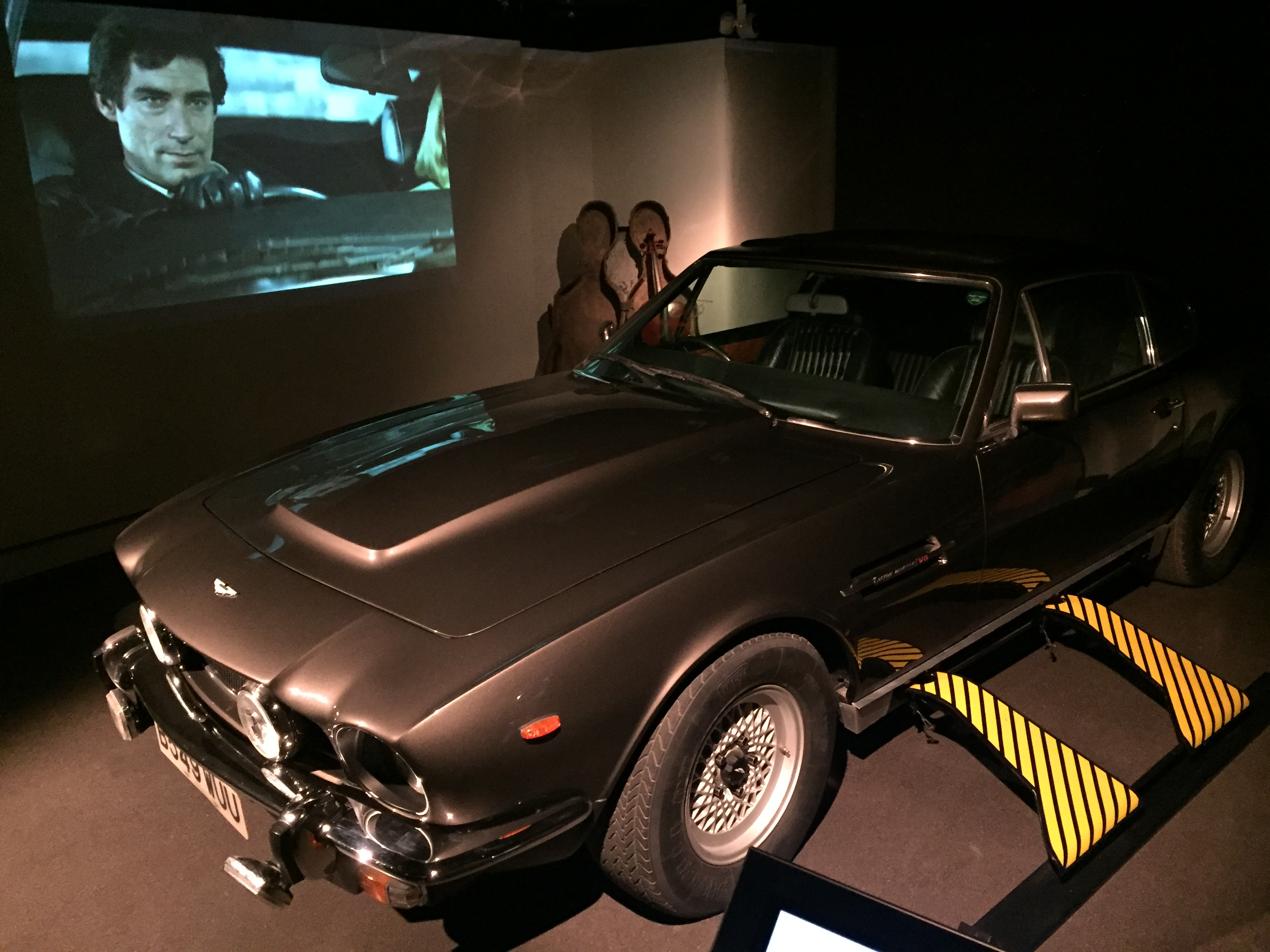
Aston Martin V8 aus dem Film James Bond 007 – Der Hauch des Todes

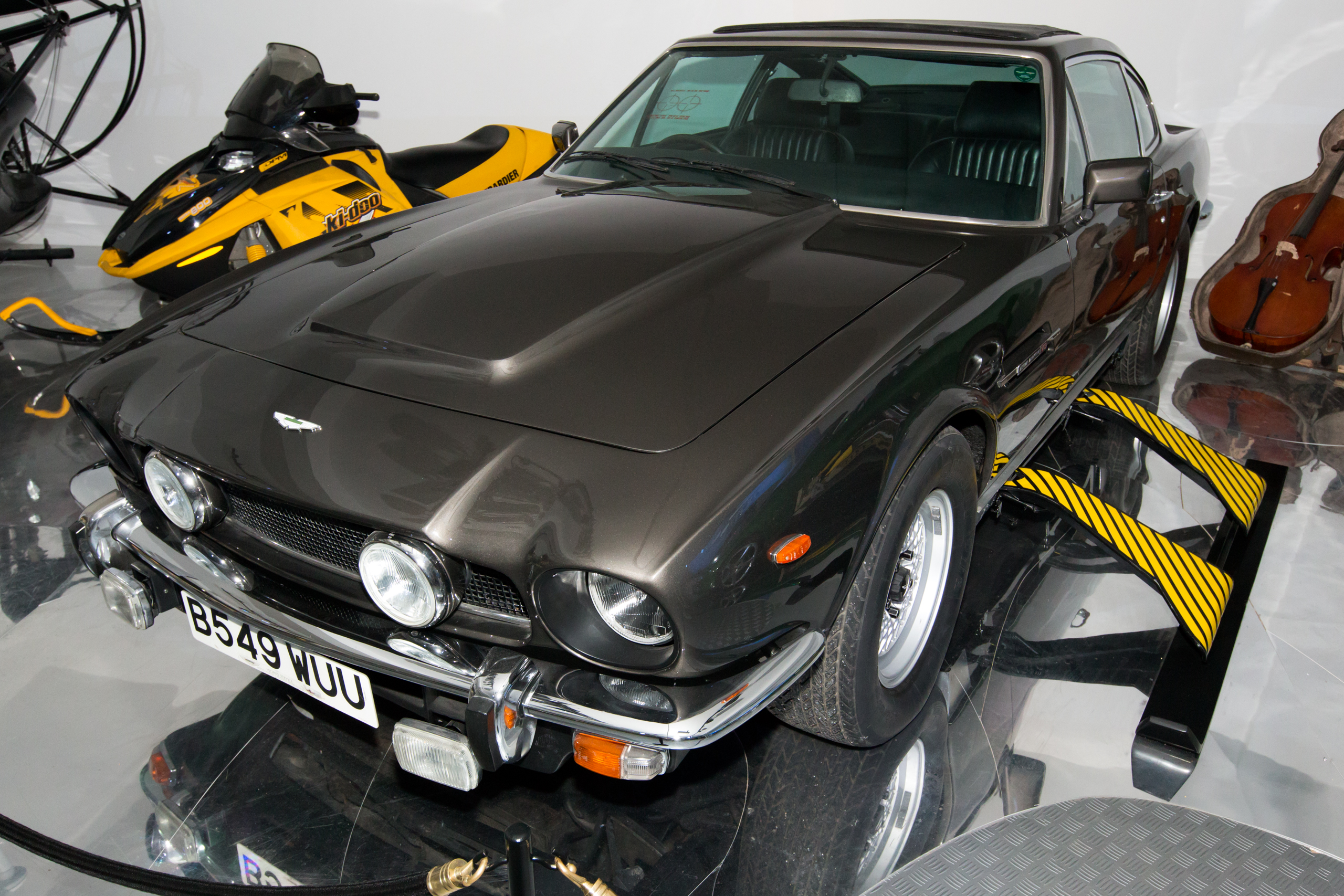
Aston Martin V8 von James Bond im National Motor Museum in Beaulieu

Verschiedene Ausführungen des Aston Martin V8 kamen seit 1972 in Spielfilmen und Fernsehproduktionen als Requisiten zum Einsatz. Am bekanntesten sind zwei Filme aus der James-Bond-Reihe, die 1987 und 2021 in die Kinos kamen.
18 Jahre nachdem der Aston Martin DBS im Spielfilm James Bond 007 – Im Geheimdienst Ihrer Majestät (1969) für George Lazenby als Bond Car gedient hatte, erhielt mit dem V8 in James Bond 007 – Der Hauch des Todes 1987 erstmals wieder ein Aston Martin eine zentrale Rolle in einem Bond-Film. Das Drehbuch suggeriert, dass der hier von Timothy Dalton gespielte Agent durchgängig nur einen einzigen V8 fährt, der im Laufe des Geschehens von der Technikabteilung des Geheimdienstes („Q“) tiefgreifend verändert wird. Zu Beginn des Films wird ein in Cumberland Grey lackierter V8 Volante gezeigt, der einen Vantage-Schriftzug trägt. Später macht „Q“ das Auto angeblich „wintertauglich“. In einer Szene ist der Versuch zu sehen, die Dachpartie eines Saloon auf den offenen Volante zu setzen. Im weiteren Verlauf des Films wird dann nur noch der geschlossene V8 gezeigt. Sowohl der offene als auch der geschlossene V8 haben das Kennzeichen B 549 WUU. Tatsächlich wurden bei der Produktion mehrere unterschiedliche Fahrzeuge verwendet. Der im Film gezeigte Volante ist ein Vorserienmodell von 1978, das einige Jahre lang als Privatfahrzeug des Aston-Martin-Inhabers Victor Gauntlett gedient hatte. Dieses Auto hatte tatsächlich keine technischen Komponenten des Vantage. Der geschlossene V8 späterer Szenen ist in Wirklichkeit kein umgebauter Volante. Stattdessen kamen zwei gebrauchte V8 Standard-Saloons der Oscar-India-Reihe zum Einsatz, die den Eindruck von Vantage-Modellen machten, tatsächlich aber ebenfalls keine Vantage-Elemente enthielten. Eines der Autos war mit besonderen Gadgets wie Raketenwerfern, ausfahrbaren seitlichen Gleitbrettern, einem Head-Up-Display und einem Selbstzerstörungssystem ausgestattet.
Im 2021 erschienenen Film James Bond 007: Keine Zeit zu sterben, der eine Vielzahl von Reminiszenzen an frühere Bond-Verfilmungen enthält, nutzt Daniel Craig als 007 neben anderen klassischen Bond-Autos auch einen Aston Martin V8 Saloon mit dem Kennzeichen B 549 WUU, der an den Wagen aus Im Hauch des Todes erinnert. Bei der Produktion wurden drei Fahrzeuge verwendet, die äußerlich so hergerichtet wurden, dass sie gleich aussehen: ein Series 3 Coupé mit Automatikgetriebe, ein Series-4-Saloon mit Automatik und ein V8 Vantage der zweiten Serie.

## Technische Daten und Messwerte

### Technische Daten
|                                     | V8 | V8 | V8 | V8 | V8 Vantage | V8 Vantage | V8 Vantage | V8 Volante | V8 Volante | V8 Volante |
|                                     | Series 2 | Series 3 | Series 4 | Series 5 | Series 1 | Series 2 | Series 3 | Series 1 | Series 2 | Vantage Volante |
| ----------------------------------- | --- | --- | --- | --- | --- | --- | --- | --- | --- | --- |
| Bauzeit                             | 5/1972–7/1973 | 8/1973–9/1978 | 10/1978–1/1986 | 1/1986–12/1989 | 2/1977–9/1978 | 10/1978–9/1986 | 10/1986–12/1989 | 6/1978–1/1986 | 1/1986–10/1989 | 1986–1989 |
| Motorart                            | Ottomotor | Ottomotor | Ottomotor | Ottomotor | Ottomotor | Ottomotor | Ottomotor | Ottomotor | Ottomotor | Ottomotor |
| Motorbauart                         | Achtzylinder-V-Anordnung | Achtzylinder-V-Anordnung | Achtzylinder-V-Anordnung | Achtzylinder-V-Anordnung | Achtzylinder-V-Anordnung | Achtzylinder-V-Anordnung | Achtzylinder-V-Anordnung | Achtzylinder-V-Anordnung | Achtzylinder-V-Anordnung | Achtzylinder-V-Anordnung |
| Hubraum                             | 5341 cm³ | 5341 cm³ | 5341 cm³ | 5341 cm³ | 5341 cm³ | 5341 cm³ | 5341 cm³ | 5341 cm³ | 5341 cm³ | 5341 cm³ |
| Bohrung × Hub                       | 100 mm × 85 mm | 100 mm × 85 mm | 100 mm × 85 mm | 100 mm × 85 mm | 100 mm × 85 mm | 100 mm × 85 mm | 100 mm × 85 mm | 100 mm × 85 mm | 100 mm × 85 mm | 100 mm × 85 mm |
| max. Leistung (kW)                  | 239 | 208 224 | 231 | 227 | 279 | 279 | 305 | 231 | 227 | 308 |
| max. Leistung (PS)                  | 325 | 283 305 | 314 | 309 | 380 | 380 | 417 | 314 | 309 | 419 |
| Gemischaufbereitung                 | Mechanische Benzineinspritzung Bosch                                                                                             | 4 Doppelvergaser Weber 42 DNCF                                                                                                   | 4 Doppelvergaser Weber 42 DNCF                                                                                                   | elektronische Benzineinspritzung Weber-Marelli                                                                                   | 4 Doppelvergaser Weber 48 IDFD2/100                                                                                              | 4 Doppelvergaser Weber 48 IDFD2/100                                                                                              | 4 Doppelvergaser Weber 48 IDFD2/100                                                                                              | 4 Doppelvergaser Weber 42 DNCF                                                                                                   | elektronische Benzineinspritzung Weber-Marelli                                                                                   | 4 Doppelvergaser Weber 48 IDFD2/100                                                                                              |
| Ventilsteuerung                     | zwei obenliegende Nockenwellen je Zylinderbank, Kettenantrieb                                                                    | zwei obenliegende Nockenwellen je Zylinderbank, Kettenantrieb                                                                    | zwei obenliegende Nockenwellen je Zylinderbank, Kettenantrieb                                                                    | zwei obenliegende Nockenwellen je Zylinderbank, Kettenantrieb                                                                    | zwei obenliegende Nockenwellen je Zylinderbank, Kettenantrieb                                                                    | zwei obenliegende Nockenwellen je Zylinderbank, Kettenantrieb                                                                    | zwei obenliegende Nockenwellen je Zylinderbank, Kettenantrieb                                                                    | zwei obenliegende Nockenwellen je Zylinderbank, Kettenantrieb                                                                    | zwei obenliegende Nockenwellen je Zylinderbank, Kettenantrieb                                                                    | zwei obenliegende Nockenwellen je Zylinderbank, Kettenantrieb                                                                    |
| Kühlung                             | Wasserkühlung | Wasserkühlung | Wasserkühlung | Wasserkühlung | Wasserkühlung | Wasserkühlung | Wasserkühlung | Wasserkühlung | Wasserkühlung | Wasserkühlung |
| Getriebe                            | Automatisches Vierganggetriebe manuelles Fünfganggetriebe (optional)                                                             | Automatisches Vierganggetriebe manuelles Fünfganggetriebe (optional)                                                             | Automatisches Vierganggetriebe manuelles Fünfganggetriebe (optional)                                                             | Automatisches Vierganggetriebe manuelles Fünfganggetriebe (optional)                                                             | manuelles Fünfganggetriebe | manuelles Fünfganggetriebe | manuelles Fünfganggetriebe | Automatisches Vierganggetriebe manuelles Fünfganggetriebe (optional)                                                             | Automatisches Vierganggetriebe manuelles Fünfganggetriebe (optional)                                                             | manuelles Fünfganggetriebe |
| Radaufhängung                       | vorne Doppelte Querlenker, Schraubenfedern, Teleskopstoßdämpfer hinten De-Dion-Achse, Längslenker, Wattgestänge, Schraubenfedern | vorne Doppelte Querlenker, Schraubenfedern, Teleskopstoßdämpfer hinten De-Dion-Achse, Längslenker, Wattgestänge, Schraubenfedern | vorne Doppelte Querlenker, Schraubenfedern, Teleskopstoßdämpfer hinten De-Dion-Achse, Längslenker, Wattgestänge, Schraubenfedern | vorne Doppelte Querlenker, Schraubenfedern, Teleskopstoßdämpfer hinten De-Dion-Achse, Längslenker, Wattgestänge, Schraubenfedern | vorne Doppelte Querlenker, Schraubenfedern, Teleskopstoßdämpfer hinten De-Dion-Achse, Längslenker, Wattgestänge, Schraubenfedern | vorne Doppelte Querlenker, Schraubenfedern, Teleskopstoßdämpfer hinten De-Dion-Achse, Längslenker, Wattgestänge, Schraubenfedern | vorne Doppelte Querlenker, Schraubenfedern, Teleskopstoßdämpfer hinten De-Dion-Achse, Längslenker, Wattgestänge, Schraubenfedern | vorne Doppelte Querlenker, Schraubenfedern, Teleskopstoßdämpfer hinten De-Dion-Achse, Längslenker, Wattgestänge, Schraubenfedern | vorne Doppelte Querlenker, Schraubenfedern, Teleskopstoßdämpfer hinten De-Dion-Achse, Längslenker, Wattgestänge, Schraubenfedern | vorne Doppelte Querlenker, Schraubenfedern, Teleskopstoßdämpfer hinten De-Dion-Achse, Längslenker, Wattgestänge, Schraubenfedern |
| Bremsen                             | vorn und hinten Scheibenbremsen                                                                                                  | vorn und hinten Scheibenbremsen                                                                                                  | vorn und hinten Scheibenbremsen                                                                                                  | vorn und hinten Scheibenbremsen                                                                                                  | vorn und hinten Scheibenbremsen                                                                                                  | vorn und hinten Scheibenbremsen                                                                                                  | vorn und hinten Scheibenbremsen                                                                                                  | vorn und hinten Scheibenbremsen                                                                                                  | vorn und hinten Scheibenbremsen                                                                                                  | vorn und hinten Scheibenbremsen                                                                                                  |
| Chassis                             | Plattformrahmen aus Stahl | Plattformrahmen aus Stahl | Plattformrahmen aus Stahl | Plattformrahmen aus Stahl | Plattformrahmen aus Stahl | Plattformrahmen aus Stahl | Plattformrahmen aus Stahl | Plattformrahmen aus Stahl | Plattformrahmen aus Stahl | Plattformrahmen aus Stahl |
| Karosserie                          | Aluminium auf Stahlgerüst | Aluminium auf Stahlgerüst | Aluminium auf Stahlgerüst | Aluminium auf Stahlgerüst | Aluminium auf Stahlgerüst | Aluminium auf Stahlgerüst | Aluminium auf Stahlgerüst | Aluminium auf Stahlgerüst | Aluminium auf Stahlgerüst | Aluminium auf Stahlgerüst |
| Radstand                            | 2610 mm | 2610 mm | 2610 mm | 2610 mm | 2610 mm | 2610 mm | 2610 mm | 2610 mm | 2610 mm | 2610 mm |
| Abmessungen (Länge × Breite × Höhe) | 4585 mm × 1830 mm × 1330 mm | 4585 mm × 1830 mm × 1330 mm | 4585 mm × 1830 mm × 1330 mm | 4585 mm × 1830 mm × 1330 mm | 4585 mm × 1830 mm × 1330 mm | 4585 mm × 1830 mm × 1330 mm | 4585 mm × 1830 mm × 1330 mm | 4585 mm × 1830 mm × 1330 mm | 4585 mm × 1830 mm × 1330 mm | 4585 mm × 1830 mm × 1330 mm |
| Leergewicht                         | 1727 kg | 1727 kg | 1727 kg | 1818 kg | 1727–1818 kg | 1818 kg | 1818 kg | 1818 kg | 1818 kg | 1818 kg |

### Messwerte: Fahrleistungen und Benzinverbrauch
Die nachstehend aufgeführten Fahrleistungen wurden von britischen Fachzeitschriften durch Messungen bei Testfahrten ermittelt.
| Fahrleistungen Aston Martin V8      | Fahrleistungen Aston Martin V8 | Fahrleistungen Aston Martin V8 | Fahrleistungen Aston Martin V8 | Fahrleistungen Aston Martin V8 | Fahrleistungen Aston Martin V8 | Fahrleistungen Aston Martin V8    |
| ----------------------------------- | ------------------------------ | ------------------------------ | ------------------------------ | ------------------------------ | ------------------------------ | --------------------------------- |
|                                     | Aston Martin V8                | Aston Martin V8                | Aston Martin V8                | Aston Martin V8                | Aston Martin V8 Vantage        | Aston Martin V8 Volante Automatik |
|                                     | Series 2                       | Series 3                       | Series 4 Automatik             | Series 5                       | Series 2                       | Series 2                          |
| Beschleunigung 0–30 mph (48 km/h)   | 2,6 s                          | 2,3 s                          | 2,8 s                          |                                | 2,3 s                          | 3,7 s                             |
| Beschleunigung 0–60 mph (96,5 km/h) | 5,9 s                          | 5,7 s                          | 6,6 s                          | 6,7 s                          | 6,5 s                          | 9,6 s                             |
| Beschleunigung 0–100 mph (161 km/h) | 13,8 s                         | 13,6 s                         | 16,0 s                         |                                | 11,9 s                         | 17,3 s                            |
| Beschleunigung 0–120 mph (193 km/h) | 21,8 s                         | 20,5 s                         | 25,2 s                         |                                | 18,2 s                         | 28,0 s                            |
| Höchstgeschwindigkeit               | 160 mph (257 km/h)             | 155 mph (250 km/h)             | 146 mph (235 km/h)             | 150 mph (241 km/h)             | 168 mph (270 km/h)             | 140 mph (225 km/h)                |
| Benzinverbrauch                     | 12,9 mpg-imp (21,9 l/100 km)   | 13,2 mpg-imp (21,4 l/100 km)   | 13,3 mpg-imp (21,2 l/100 km)   |                                | 11,3 mpg-imp (25,0 l/100 km)   | 13,6 mpg-imp (20,8 /100 km)       |